# Józef Piłsudski
Józef Klemens Piłsudski (IPA: [ˈjuzɛf ˈklɛmɛns pʲiwˈsutskʲi]) (Zułów, 5 dicembre 1867 – Varsavia, 12 maggio 1935) è stato un rivoluzionario, generale, politico e dittatore polacco.
Ricoprì in vita il ruolo di capo di Stato (1918-1922) e primo maresciallo della Polonia (dal 1920), per poi assumere la carica di ministro della guerra, diventando leader de facto del Paese (1926-1935). Dopo il primo conflitto globale, esercitò un forte impatto nelle politiche della Polonia e rappresentò una figura illustre nello scacchiere internazionale. È considerato tra i padri della Seconda Repubblica di Polonia istituita nel 1918, ovvero 123 anni dopo la terza e ultima spartizione della Polonia ad opera dell'Austria, della Prussia e della Russia nel 1795.
Considerandosi un difensore della cultura e delle tradizioni della Confederazione polacco-lituana, Piłsudski credeva in una Polonia multietnica, identificando la fedeltà allo Stato come il principale fattore di coesione, indipendentemente dall'origine etnica dei cittadini. Il suo principale avversario politico, Roman Dmowski, guida del Partito nazionaldemocratico, al contrario, chiedeva a gran voce lo sviluppo di una Polonia limitata ai confini storici antecedenti alla grande divisione del 1138 e basata principalmente su una popolazione etnicamente polacca omogenea e sulla religione cattolica come fede nazionale.
All'inizio della sua carriera politica, Piłsudski divenne un esponente di spicco del Partito Socialista: credendo che l'indipendenza della Polonia passasse per un intervento militare, diede vita alle Legioni polacche. Nel 1914, predisse che un nuovo grande conflitto avrebbe sconfitto l'Impero russo e le potenze centrali. Dopo lo scoppio della Grande Guerra nel 1914, le legioni di Piłsudski combatterono a fianco dell'Impero austro-ungarico contro la Russia. Nel 1917, quando la Russia viveva sul fronte condizioni difficili, egli ritirò il suo sostegno agli Imperi centrali e fu imprigionato a Magdeburgo dai tedeschi.
Dal novembre del 1918, quando la Polonia riconquistò la sua indipendenza, e, fino al 1922, Piłsudski assunse il ruolo di capo di Stato della Polonia; tra il 1919 e il 1921 diresse le truppe polacche in sei guerre di confine che ridefinirono le demarcazioni della nazione. Sull'orlo della sconfitta nella guerra polacco-sovietica nell'agosto 1920, le sue forze respinsero gli invasori russi sovietici nella storica battaglia di Varsavia, dipinta dai contemporanei come una vittoria decisiva. Nel 1923, con il governo dominato dai suoi oppositori, in particolare i nazionaldemocratici, Piłsudski si ritirò dalla politica attiva. 
Tre anni dopo tornò al potere grazie al golpe del maggio 1926 e divenne l'uomo forte del regime di Sanacja ("risanamento") appena instaurato. Da allora fino alla sua morte nel 1935, si occupò principalmente di affari militari e esteri. Fu durante questo periodo che si sviluppò un intenso culto della personalità, continuato fino al XXI secolo.
Vari aspetti dell'amministrazione di Piłsudski, inclusa l'incarcerazione dei suoi oppositori politici nel campo di internamento di Bereza Kartuska, sono espressione delle tendenze autoritarie del suo periodo di governo, comuni del resto alle prassi politiche di molti paesi dell'Europa centrale ed orientale del periodo compreso tra le due guerre mondiali.
Ad ogni modo, il maresciallo resta un personaggio molto stimato nella memoria polacca ed è considerato, insieme al suo principale rivale Roman Dmowski, come uno dei fondatori della moderna Polonia indipendente.

## Biografia

### Origini, gioventù e formazione

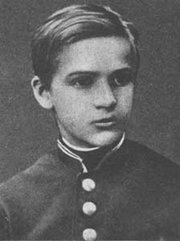
Piłsudski in età scolare

Józef Piłsudski nacque il 5 dicembre 1867 dall'aristocratica famiglia dei Piłsudski nell'edificio di loro proprietà vicino al piccolo centro abitato di Zalavas, oggi in Lituania.
Al momento della sua nascita, il villaggio faceva parte dell'Impero russo e lo era dal 1795. Prima di allora, era compreso nel Granducato di Lituania, che a sua volta rientrava nella Confederazione polacco-lituana rimasta in piedi dal 1569 al 1795. 
Dopo l'occupazione polacca della parte orientale della Lituania, l'insediamento cadde sotto l'amministrazione polacca e fece parte della Polonia quando Piłsudski divenne primo ministro, mentre durante il secondo conflitto mondiale il villaggio entrò a far parte dell'URSS. 
La tenuta figurava nella dote di sua madre, Maria, un membro della ricca famiglia dei Billewicz.
I Piłsudski, anche se stavano vivendo un periodo difficile, rimanevano molto legati alle tradizioni polacche e gli storici tendono a considerarli un tipico esempio di nucleo familiare polonizzato di origine lituana residente in Lituania. J.Pilsudski parlava molto bene la lingua lituana.
Secondogenito della famiglia, Józef, durante il periodo in cui frequentò il ginnasio russo a Vilnius, si distinse per essere uno studente particolarmente diligente. Uno degli studenti polacchi più giovani dell'istituto era anche il futuro rivoluzionario sovietico Feliks Dzeržinskij, in seguito divenuto uno dei principali oppositori di Piłsudski. Insieme ai suoi fratelli Bronisław, Adam e Jan, Józef si avvicinò allo studio della storia e della letteratura polacca grazie a sua madre Maria, nata Billewicz, materie però bandite dalle autorità russe. Suo padre, anch'egli di nome Józef, aveva partecipato alla rivolta di gennaio del 1863 esplosa in opposizione al dominio russo.
La famiglia appariva risentita dalle intense politiche di russificazione messe in atto dal governo di San Pietroburgo, non ultimo il rigido bando di stampa imposto in Lituania. Il giovane Józef non amava profondamente la forzosa partecipazione alle celebrazioni della Chiesa ortodossa e lasciò la scuola con un senso di avversione non solo per lo zar e l'Impero in generale, ma anche per la cultura russa, che conosceva bene.
Nel 1885 Piłsudski cominciò a studiare medicina all'Università di Kharkov (oggi Charkiv, in Ucraina), dove si interessò alle attività della Narodnaja volja, vicina al movimento culturale populista. Nel 1886 fu sospeso per aver partecipato a manifestazioni studentesche e poi respinto per via delle sue simpatie politiche dall'Università di Dorpat (Tartu, Estonia).

### Esilio in Siberia
Il 22 marzo 1887 subì un arresto ad opera delle autorità zariste con l'accusa di aver complottato con i socialisti di Vilnius per assassinare lo zar Alessandro III. Si scoprì in seguito che l'unico collegamento che consisteva con Piłsudski era il coinvolgimento del fratello maggiore Bronisław, poi condannato a quindici anni di lavori forzati (katorga) in Siberia orientale. Józef ricevette una condanna più mite: cinque anni di esilio in Siberia da scontare prima a Kirensk sul Lena, poi a Tunka. Durante il trasporto in un convoglio di prigionieri, Piłsudski rimase trattenuto per diverse settimane in una prigione di Irkutsk. Nonostante il suo futuro apparisse già scritto, decise comunque di aderire a una sommossa scatenatasi al momento nell'istituto penitenziario: dopo che uno dei detenuti aveva insultato una guardia e si era rifiutato di scusarsi, lui e altri prigionieri politici furono picchiati dalle guardie per il loro gesto di sfida. Piłsudski perse due denti e partecipò a un successivo sciopero della fame fino a quando le autorità ripristinarono i diritti dei prigionieri politici che erano stati sospesi dopo l'accaduto. Per il suo coinvolgimento, andò condannato nel 1888 a sei mesi di reclusione. Trascorse la prima notte della sua incarcerazione nel freddo siberiano di 40 gradi sotto lo zero; la mattina successiva, dopo una visita medica, si scoprì che aveva contratto una malattia che lo stava quasi per uccidere e comunque permasero problemi di salute che lo avrebbero afflitto per tutta la vita.
Durante i suoi anni di esilio in Siberia, Piłsudski incontrò molti sybirak, ovvero i prigionieri coattivamente trasferiti nella regione, tra cui Bronisław Szwarce, uno dei principali fomentatori della rivolta di gennaio del 1863. Poiché gli fu permesso di optare per la mansione che preferisse, Piłsudski scelse di guadagnarsi da vivere insegnando matematica e lingue straniere ai bambini locali (sapeva esprimersi più o meno fluentemente in francese, tedesco e lituano, mentre il russo e il polacco erano gli idiomi cui si esprimeva nella lingua di tutti i giorni; in seguito, avrebbe appreso anche l'inglese a un livello basilare). I funzionari locali decisero che, in quanto nobile polacco, non aveva diritto ai 10 rubli di pensione ricevuti dalla maggior parte degli altri esuli. Durante l'esilio, presenziò all'ammutinamento di un prigioniero e perse due dei suoi denti anteriori quando fu colpito dal calcio di una pistola: per coprire questo difetto estetico, conservò per quasi tutta la sua vita i suoi caratteristici e folti baffi.

### Adesione e militanza nel Partito Socialista

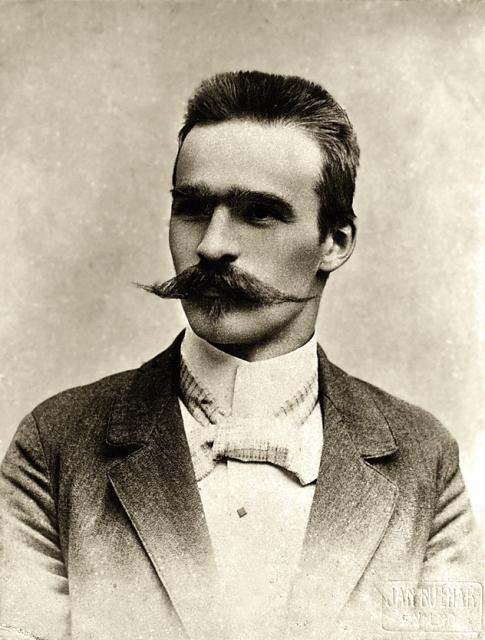
Piłsudski nel 1899

Nel 1892 Piłsudski fece ritorno dall'esilio e si stabilì presso la residenza Adomavas di sua proprietà vicino a Teneniai (distretto di Šilalė). Nel 1893 aderì al Partito Socialista Polacco (PSP) e collaborò all'insediamento della loro formazione politica in Lituania. Inizialmente si schierò con le frange dei socialisti più radicali, ma nonostante l'apparente internazionalismo proletario del movimento socialista, rimase un nazionalista polacco. Nel 1894, in qualità di caporedattore, riuscì ad imbastire la pubblicazione di un giornale socialista clandestino, il Robotnik ("Il Lavoratore"), figurando altresì tra i principali giornalisti che vi lavoravano e, all'inizio, anche come tipografo. Nel 1895 divenne un esponente di spicco del PSP, sostenendo la necessità di porre in secondo piano le visioni divergenti e promuovendo una fusione tra le idee socialiste e il nazionalismo, poiché questa combinazione offriva la maggiore possibilità di ripristinare l'indipendenza polacca.
Il 15 luglio 1899, mentre aderiva ancora a formazioni politiche clandestine, Piłsudski sposò un'altra organizzatrice socialista, Maria Juszkiewiczowa, il cui cognome natio era Koplewska. Secondo il suo capo biografo, Wacław Jędrzejewicz, il matrimonio si basava più su motivazioni pragmatiche che legate ai sentimenti, essendo entrambi assai coinvolti nei movimenti socialisti e indipendentisti. La tipografia di Robotnik aveva sede nel loro appartamento prima a Wilno, poi a Łódź e si immaginava che, celando l'attività dietro una normale vita familiare, si potessero sollevare meno sospetti. La legge russa tutelava inoltre la moglie dall'accusa per le attività illegali del marito. Il matrimonio si deteriorò dopo che, diversi anni dopo, Piłsudski iniziò una relazione con un socialista più giovane, Aleksandra Szczerbińska. Maria morì nel 1921 e in ottobre Piłsudski sposò Aleksandra. In quel momento, la coppia aveva due figlie, Wanda (1918-2001) e Jadwiga (1920-2014).

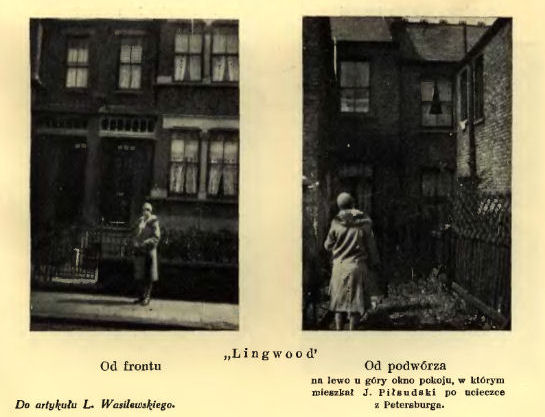
"Lingwood", Leytonstone, dove soggiornò Piłsudski nel 1900

Nel febbraio 1900, dopo che le autorità russe trovarono la tipografia clandestina del Robotnik a Łódź, Piłsudski finì imprigionato nella cittadella di Varsavia. Dopo aver simulato di soffrire di incapacità mentale nel maggio 1901, riuscì a evitare la permanenza in un ospedale psichiatrico a San Pietroburgo con l'aiuto di un medico polacco, Władysław Mazurkiewicz, e con altri suoi conterranei fuggì dapprima in Galizia, poi nell'Austria-Ungheria e, dopo, a Leytonstone, a Londra, soggiornando assieme al compagno di partito Leon Wasilewski e alla sua famiglia.
Durante questo periodo, quasi tutti i movimenti politici della Polonia russa e della Lituania presero una posizione conciliativa nei confronti dell'Impero russo e mirarono a negoziare, piuttosto che all'indipendenza, ad un'autonomia limitata. Il PSP di Piłsudski rimase l'unica forza politica disposta a fronteggiare lo Zarato puntando esclusivamente sull'ottenimento dell'autonomia della Polonia e a ricorrere alla violenza, se necessario, per raggiungere questo obiettivo.
Allo scoppio della guerra russo-giapponese (1904–1905), nell'estate del 1904, Piłsudski si recò a Tokyo, dove tentò senza successo di ottenere l'assistenza dei nipponici per scatenare una sommossa in Polonia. Si offrì di fornire al Giappone dei rapporti militari classificati per minare la Russia e propose la costituzione di una legione polacca composta esclusivamente da biancorossi imprigionati dal Giappone e arruolati tra le file dell'esercito russo. Fu durante quella fase che Piłsudski delineò il progetto "prometeismo", un piano che continuò a perseguire per decenni e finalizzato a indebolire la Russia fornendo supporto alle potenze confinanti e fomentando i movimenti nazionalisti nelle aree esterne della nazione. Quando incontrò Yamagata Aritomo, suggerì di scatenare attività di guerriglia in Polonia affinché San Pietroburgo fosse distratto e chiese al Giappone di fornirgli armi. Sebbene il diplomatico giapponese Hayashi Tadasu sostenesse il piano, il governo, incluso Yamagata, si mostrava più scettico sulle possibili conseguenze in campo internazionale e temporeggiò.
Roman Dmowski, che rimase il principale avversario politico di Piłsudski finché rimase in attività, si recò anch'egli nel Sol Levante e presentò opposizione al piano di Piłsudski, cercando di scoraggiare i nipponici dal sostenere una rivoluzione polacca che Dmowski riteneva destinata al fallimento. Alla fine, Tokyo offrì a Piłsudski molto meno di quanto sperasse: gli furono fornite armi e munizioni destinate al PSP e alle frange meno pacifiche, ma nessun coordinamento generale e nemmeno la possibilità di dare vita alla legione.
Nell'autunno del 1904, Piłsudski formò un'unità paramilitare (l'Organizzazione di combattimento del Partito socialista polacco, o bojówki) con l'obiettivo di creare un movimento di resistenza armato contro le autorità imperiali. Il PSP scatenò un numero crescente di manifestazioni, principalmente a Varsavia; il 28 ottobre 1904, la cavalleria cosaccarussa rispose con la forza a una protesta e, per rappresaglia, durante una sommossa avvenuta il 13 novembre, i paramilitari di Piłsudski aprirono il fuoco contro la polizia e i militari russi. Concentrando in principio la loro attenzione su spie e informatori, nel marzo 1905 i paramilitari cominciarono a impiegare degli esplosivi per assassinare ufficiali di polizia russi selezionati.
Durante la Rivoluzione russa del 1905, Piłsudski giocò un ruolo di primo piano negli eventi avvenuti nel territorio del Regno del Congresso di epoca napoleonica. All'inizio del 1905, ordinò al PSP di dare luogo a uno sciopero generale durato due mesi coinvolgendo circa 400.000 lavoratori, quando alla fine intervennero le autorità russe. Nel giugno 1905, Piłsudski inviò sostegni paramilitari a una rivolta accaduta a Łódź. Durante le giornate di giugno, come divenne nota l'insurrezione avvenuta nella città appena menzionata, scoppiarono tafferugli tra i paramilitari di Piłsudski e gli uomini armati fedeli a Dmowski e alla Democrazia nazionale. Il 22 dicembre 1905, Piłsudski invitò tutti i lavoratori polacchi ad insorgere, ma l'appello rimase in gran parte inascoltato.
A differenza dei nazionaldemocratici, Piłsudski ordinò al suo partito di boicottare le elezioni alla Duma di Stato. La decisione e la sua determinazione a cercare di ottenere l'indipendenza polacca attraverso la rivoluzione causarono tensioni all'interno del PSP, tanto che nel novembre 1906 il partito si spaccò sulla figura di Piłsudski come principale esponente del partito. La sua linea di pensiero venne chiamata la "Vecchia fazione" o "Fazione rivoluzionaria" ("Starzy" o "Frakcja Rewolucyjna"), mentre gli avversari erano conosciuti come "Nuova fazione", "Fazione moderata" o "Ala sinistra" ("Młodzi", "Frakcja Umiarkowana ", "Lewica"). I "Nuovi" simpatizzavano con la Socialdemocrazia del Regno di Polonia e Lituania, credendo che si dovesse dare priorità alla cooperazione con i rivoluzionari russi per rovesciare il regime zarista e modellare una società socialista al fine di facilitare i negoziati per l'indipendenza.
Piłsudski e i suoi sostenitori della frangia estremista continuarono a tramare una rivoluzione contro la Russia zarista per garantire l'indipendenza polacca. Nel 1909, la sua fazione costituiva la maggioranza nel PSP e Piłsudski rimase una figura di spicco fino allo scoppio della prima guerra mondiale.
Piłsudski, che in maniera profetica immaginava lo scoppio di un conflitto in Europa, si prodigò affinché il nucleo di un futuro esercito polacco fosse quanto più disciplinato possibile: passava da ciò la certezza dell'indipendenza della Polonia dai tre imperi che l'avevano cancellata dalla mappa politica alla fine del XVIII secolo. Nel 1906 Piłsudski, con la connivenza delle autorità austriache, fondò a Cracovia una scuola militare per l'addestramento di unità paramilitari. Solo nel 1906, gli 800 combattenti, che operavano in cinque squadre distinte nel territorio del vecchio Congresso di Polonia, assassinarono 336 funzionari russi; negli anni successivi, il numero delle vittime diminuì, mentre i sovversivi salirono di numero a circa 2.000 nel 1908.
I paramilitari bloccarono inoltre i trasporti di valuta russa che stavano lasciando i territori polacchi: la notte tra il 26 e il 27 settembre 1908, rapinarono ad esempio un treno postale russo che trasportava entrate fiscali da Varsavia a San Pietroburgo. Piłsudski, che prese parte all'incursione di Bezdany avvenuta vicino a Vilnius, utilizzò i fondi così "espropriati" per finanziare la sua organizzazione militare segreta. Il guadagno di quell'unica sortita (200.812 rubli) si rivelò un'autentica pioggia d'oro per l'epoca ed eguagliò l'intero introito accumulato dai combattenti dei due anni precedenti.
Nel 1908, Piłsudski trasformò le sue unità paramilitari nell'"Associazione per la lotta attiva" (Związek Walki Czynnej o ZWC), guidata da tre dei suoi collaboratori, ovvero Władysław Sikorski, Marian Kukiel e Kazimierz Sosnkowski. Lo scopo principale della ZWC risultava quello di addestrare ufficiali e sottufficiali per costituire un futuro esercito polacco.
Nel 1910 furono create due organizzazioni paramilitari legali nella zona austriaca della Polonia, una a Leopoli e una a Cracovia, per condurre corsi di scienza militare. Con il permesso dei funzionari austriaci, Piłsudski istituì una serie di "club sportivi", confluiti poi nell'Associazione dei fucilieri (Związek Strzelecki), per coprire l'addestramento di una forza militare polacca: nel 1912, Piłsudski, sotto lo pseudonimo di "Mieczysław", ne divenne comandante in capo. Nel 1914 il numero totale di membri salì a 12.000 uomini. Nel 1914, Piłsudski dichiarò: "Solo la spada ha ormai abbastanza peso sul piatto della bilancia per assicurare il destino di una nazione".

### Prima guerra mondiale
In un incontro a Parigi nel 1914, Piłsudski dichiarò con lucidità, in vista della guerra imminente, che la Polonia avrebbe riconquistato l'indipendenza se la Russia fosse stata battuta dagli Imperi centrali (l'Impero austro-ungarico e quello tedesco), a patto che questi ultimi venissero a loro volta battuti dalla Francia, dal Gran Bretagna e dagli Stati Uniti. Al contrario, Roman Dmowski, oppositore di Piłsudski e della Germania e dagli atteggiamenti filo-russi, credeva il modo migliore per raggiungere una Polonia unificata e indipendente fosse quello di sostenere la Triplice intesa a danno degli Imperi centrali.
Allo scoppio della guerra il 3 agosto a Cracovia, Piłsudski allestì una piccola unità militare improvvisata composta dalla Prima Compagnia, dai membri dell'Associazione dei fucilieri e le squadre di fucilieri polacche. Quello stesso giorno, un'unità di cavalleria guidata da Władysław Belina-Prażmowski fu inviata in ricognizione attraverso il confine russo prima della dichiarazione di guerra ufficiale tra Austria-Ungheria e Russia il 6 agosto.

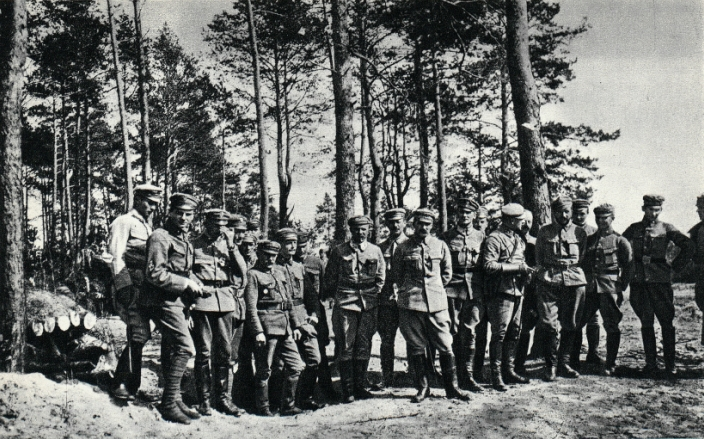
Piłsudski e i suoi ufficiali, 1915

La strategia di Piłsudski era quella di spedire le sue forze a nord attraverso il confine della Russia polacca in un'area evacuata dall'esercito russo, nella speranza di sfondare fino a Varsavia e scatenare una rivoluzione vera e propria. Sfruttando le poche risorse a disposizione in quei primi giorni, Piłsudski lasciò intendere all'estero che egli stesse provando ad allestire un "governo nazionale a Varsavia" fantoccio, tanto che deviò quanto più possibile gli ordini degli austro-ungarici, con cui collaborava, assumendo proprie iniziative, avanzando e creando istituzioni polacche nelle città liberate. Gli austriaci, dal canto loro, non potevano che constatare l'esiguità degli uomini del politico e, pertanto, non solo pensavano che fosse strampalato immaginare eventuali tradimenti, ma credevano che egli stesse agendo in buona fede e allo scopo di fornire supporto in formato ridotto al grosso delle truppe imperiali. Il 12 agosto 1914, le forze di Piłsudski espugnarono la città di Kielce, rientrante nel governatorato omonimo, ma il comandante trovò i residenti meno ben disposti di quanto si aspettasse.
Poco dopo i primi successi, istituì ufficialmente le Legioni polacche e assunse il comando personale della Prima brigata, condotta con successo in diverse battaglie vittoriose. Egli informò inoltre segretamente il governo britannico nell'autunno del 1914 che le sue legioni non avrebbero mai combattuto contro la Francia o la Gran Bretagna, ma solo a scapito della Russia.
Piłsudski decretò che il personale delle Legioni doveva comportarsi con cortesia con i polacchi e fu chiamato "il Comandante" ("Komendant"), guadagnandosi presto rispetto e lealtà. Come garantito alle potenze straniere, le legioni polacche combatterono contro la Russia, a fianco degli Imperi centrali, fino al 1917.
Poco dopo aver istituito i combattenti, sempre nel 1914, Piłsudski istituì un altro corpo, l'Organizzazione militare polacca (Polska Organizacja Wojskowa), che aveva il ruolo di operare come una sorte di agenzia di intelligence ed eseguire missioni di spionaggio e sabotaggio.

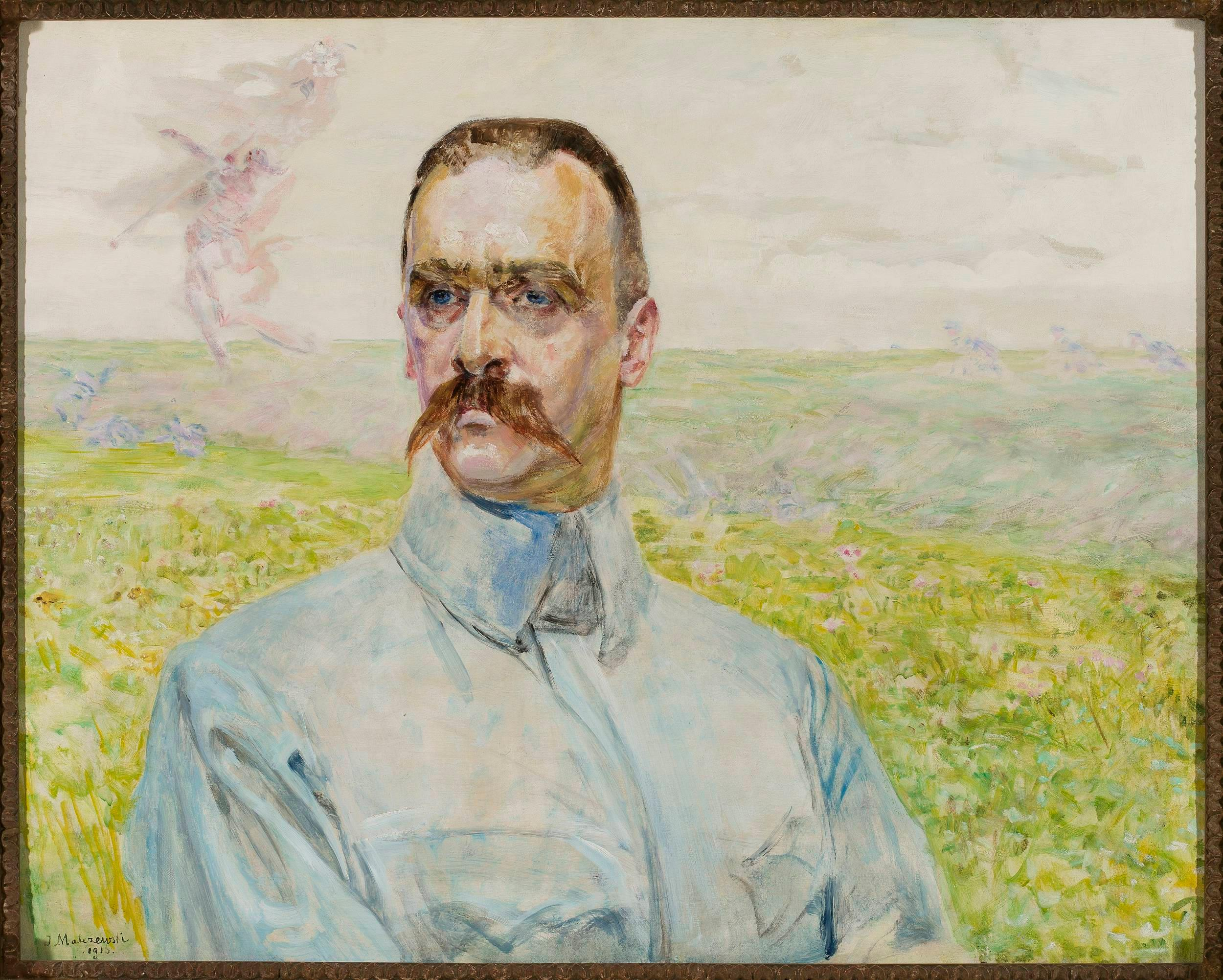
Piłsudski in un dipinto di Jacek Malczewski del 1916

A metà del 1916, dopo la battaglia di Kostiuchnówka (4–6 luglio 1916), in cui le legioni polacche ritardarono un'offensiva russa al costo di oltre 2.000 vittime, Piłsudski chiese agli Imperi centrali di fornire delle garanzie di indipendenza per la Polonia. Si dichiarò inoltre disponibile a rinunciare al suo ruolo o a far rassegnare le dimissioni a molti ufficiali delle legioni qualora fosse stato necessario. Il 5 novembre 1916, gli Imperi centrali proclamarono l'"indipendenza" della Polonia, sperando di aumentare il numero di truppe polacche che avrebbero potuto essere inviate al fronte orientale contro la Russia e consentendo in tal modo alle forze teutoniche di concentrarsi sul fronte occidentale.
Piłsudski accettò di ricevere l'incarico di entrare nell'esecutivo del Regno di Polonia, istituito dagli Imperi centrali esclusivamente per ragioni di comodo, nelle vesti di ministro della guerra; in virtù di tale carica, fu responsabile delle unità legate alla Polnische Wehrmacht, le quali combattevano a fianco dei tedeschi. Dopo la Rivoluzione russa del 1917 e constatata la crisi sul fronte degli Imperi centrali, Piłsudski assunse una posizione sempre più intransigente, insistendo sul fatto che i suoi uomini non venissero più trattati come se fossero "truppe coloniali tedesche" funzionali solo nella lotta contro la Russia. Immaginando la sconfitta dei tedeschi e degli austri-ungarici, capì subito che bisognava sfilarsi da quell'alleanza quanto prima. All'indomani della cosiddetta "crisi del giuramento" del luglio 1917, ovvero quando Piłsudski proibì ai soldati polacchi di prestare giuramento di fedeltà agli Imperi centrali, finì arrestato e imprigionato a Magdeburgo; le unità polacche si sciolsero e le truppe incorporate nell'esercito austro-ungarico, mentre l'Organizzazione Militare Polacca iniziò a concentrarsi su obiettivi tedeschi. L'arresto di Piłsudski migliorò notevolmente la sua reputazione agli occhi dei suoi conterranei, molti dei quali cominciarono a vederlo come il politico polacco più determinato a raggiungere l'indipendenza.
L'8 novembre 1918, tre giorni prima dell'armistizio, Piłsudski e uno dei suoi fidati collaboratori, il colonnello Kazimierz Sosnkowski, furono rilasciati dai tedeschi da Magdeburgo e presto, come Vladimir Lenin prima di loro, caricati su un treno privato in direzione della loro capitale di provenienza, affinché la situazione drammatica dei tedeschi si potesse risolvere confidando in alleanze con potenze straniere, non ultima la Polonia.

### Ricostituzione della Polonia

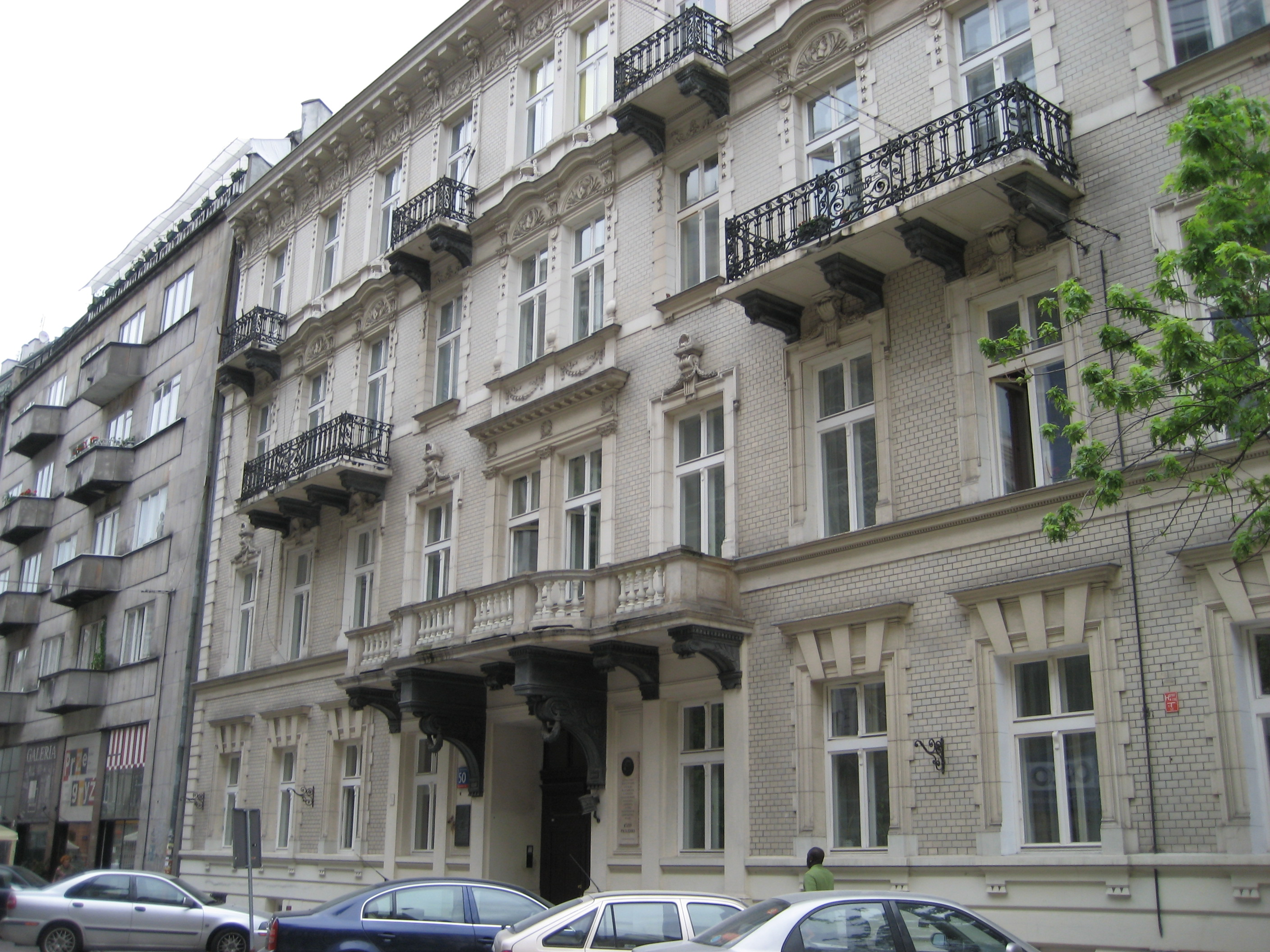
Ulica Mokotowska 50, Varsavia, dove Piłsudski soggiornò dal 13 al 29 novembre 1918, dopo il suo rilascio da Magdeburgo

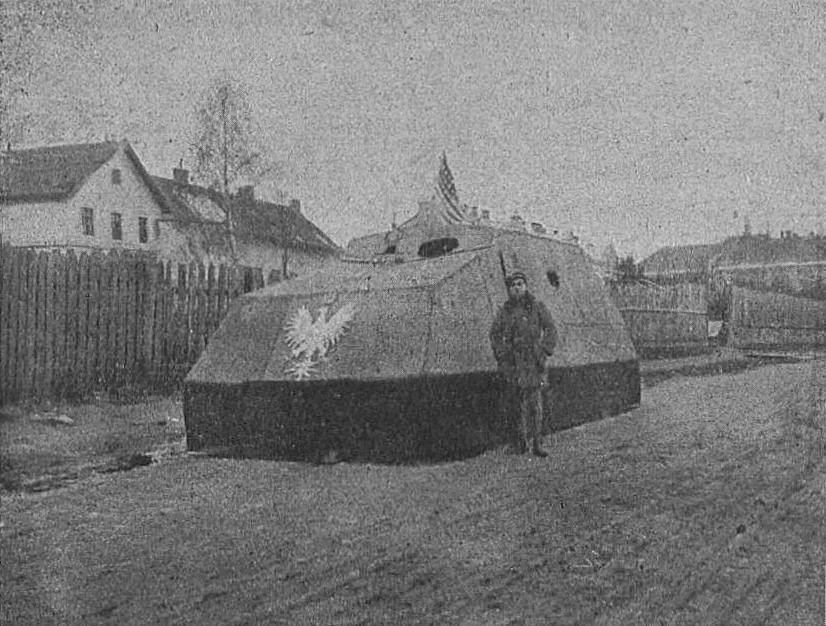
L'Autoblindato improvvisato Piłsudski realizzato nel 1919

L'11 novembre 1918 a Varsavia, Piłsudski ricevette la nomina di comandante in capo delle forze polacche dal Consiglio di reggenza e gli andò affidata la creazione di un governo nazionale per il nuovo Paese indipendente. In quello stesso giorno, che sarebbe diventato il giorno dell'indipendenza della Polonia, proclamò la sovranità della nazione polacca.
Quella settimana, Piłsudski negoziò l'evacuazione della guarnigione tedesca da Varsavia e di altre truppe tedesche dall'Ober Ost. Oltre 55.000 teutonici salutarono senza combattere la Polonia, lasciando le loro armi ai biancorossi. Nei mesi a venire, in più di 400.000 lasciarono i territori della neonata repubblica.
Il 14 novembre 1918, a Piłsudski andò chiesto di supervisionare provvisoriamente la gestione del paese. Il 22 novembre ricevette poi ufficialmente, dal nuovo governo di Jędrzej Moraczewski, il titolo di capo di Stato provvisorio (Naczelnik Państwa) della rinascente Polonia.
Varie organizzazioni militari polacche e governi provvisori (il Consiglio di reggenza a Varsavia; il governo di Ignacy Daszyński a Lublino e il Comitato polacco di liquidazione a Cracovia) giurarono la propria fedeltà a Piłsudski, il quale iniziò a formare un nuovo governo di coalizione. Sostenitore di politiche socialiste, introdusse molte riforme a lungo ritenute necessarie dal PSP, ovvero le otto ore al giorno di lavoro, l'istruzione scolastica gratuita e il suffragio femminile, per evitare gravi disordini.
Tuttavia, Piłsudski credeva che, in qualità di capo di Stato, non dovesse sottostare alle logiche di partito. Il giorno dopo il suo arrivo a Varsavia, incontrò i vecchi colleghi dei tempi della clandestinità, che si rivolgevano a lui secondo le consuetudini socialiste chiamandolo "Compagno" ("Towarzysz") e questi chiesero il suo sostegno per applicare le politiche rivoluzionarie. Egli rifiutò rispondendo:
Non volendo sostenere nessun partito e non dando vita a un proprio soggetto politico, si prodigò per la creazione di un governo di coalizione. Nel frattempo, si avviarono le operazioni di arruolamento dei veterani polacchi assorbiti dagli eserciti tedesco, russo e austriaco.
Nei giorni immediatamente successivi alla guerra, Piłsudski tentò di costruire un governo in un Paese in frantumi. Gran parte dell'antica Polonia russa era andata distrutta durante le battaglie e il saccheggio sistematico da parte dei tedeschi aveva ridotto la ricchezza della regione di almeno il 10%. Un diplomatico britannico che visitò Varsavia nel gennaio 1919 riferì: "Non ho mai visto nulla di simile alle prove di estrema povertà e miseria che si incontrano quasi ad ogni angolo.
Inoltre, la nazione dovette unificare i disparati sistemi di diritto, economia, e pubblica amministrazione nei territori prima compresi in Germania, Austria e Russia, considerando che vi erano nove sistemi legali diversi, cinque valute e 66 tipi di sistemi ferroviari (con 165 modelli di locomotive), ognuno dei quali da congeniare.

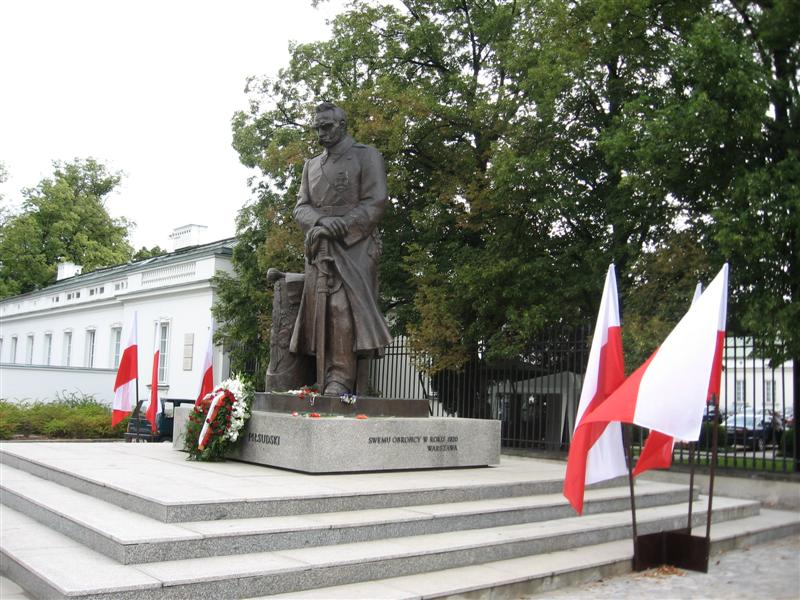
Statua di Piłsudski davanti al palazzo del Belweder di Varsavia, residenza ufficiale di Piłsudski durante i suoi anni al potere

Wacław Jędrzejewicz, nel suo scritto Piłsudski: A Life for Poland (Piłsudski: Una vita per la Polonia), descriveva "il Comandante" come assai cauto nei processi decisionali: Piłsudski raccoglieva tutte le informazioni pertinenti disponibili, ragion per cui si prendeva il suo tempo per valutarle prima di arrivare a una decisione finale.
Preservava uno stile di vita semplice, mangiando pasti spesso da solo in ristorante economici e lavorando talvolta fino a notte fonda. Malgrado fosse popolare tra molti polacchi in pubblico, la sua reputazione di lupo solitario (risultato di molti anni di lavoro clandestino) e di uomo che diffidava di quasi tutti gli costò la fama di persona sfuggente e poco collaborativa agli occhi degli altri politici polacchi.
Piłsudski e il primo governo polacco erano guardati con sospetto in Occidente, in quanto aveva collaborato con gli Imperi centrali dal 1914 al 1917 e perché i governi di Daszyński e Jędrzej Moraczewski erano guidati perlopiù da socialisti. Fu solo nel gennaio 1919, quando il famoso pianista e compositore Ignacy Jan Paderewski divenne primo ministro della Polonia e ministro degli esteri di un nuovo governo, che il resto del continente guardò con maggiore tranquillità a quanto accadeva a Varsavia.
Tuttavia, restavano ancora due differenti gabinetti che si proclamavano entrambi quelli legittimi in patria: quello di Piłsudski a Varsavia e quello di Dmowski a Parigi. Per garantire che la Polonia disponesse di un unico esecutivo e per scongiurare la guerra civile, Paderewski incontrò Dmowski e Piłsudski e persuase loro a congiungere le forze, con Piłsudski in qualità di capo di Stato provvisorio e comandante in capo mentre Dmowski e Paderewski in qualità di rappresentanti della Polonia alla conferenza di pace di Parigi. Gli articoli 87-93 del trattato di Versailles e del cosiddetto piccolo trattato di Versailles, firmato il 28 giugno 1919, confermavano formalmente l'indipendenza della Polonia e il suo riconoscimento come Stato sovrano.

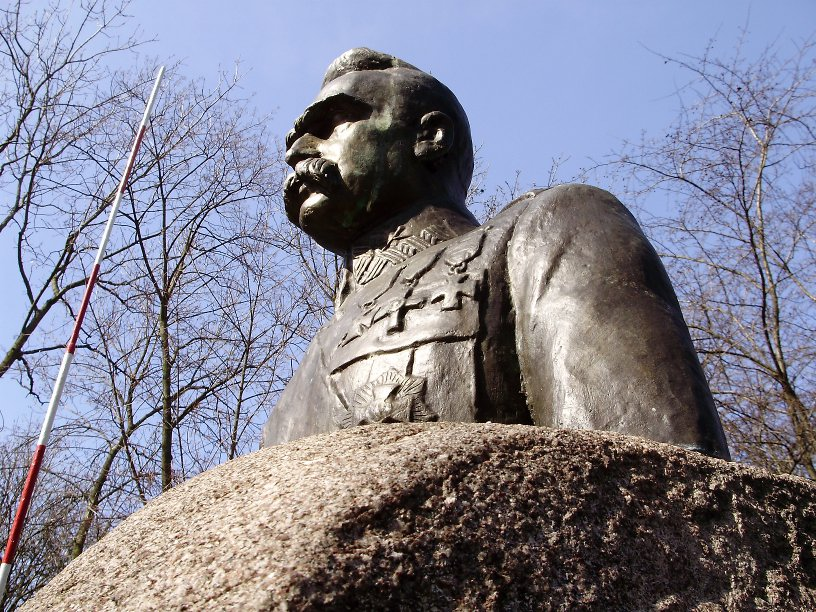
Monumento dedicato a Piłsudski a Turek (realizzato nel 1936)

Piłsudski si scontrò spesso con Dmowski per aver considerato i polacchi come etnia principale nella rinata nazione e per aver tentato di far rientrare l'Armata Blu in patria attraverso Danzica, allora non in mano alla Polonia come oggi. Il 5 gennaio 1919, alcuni sostenitori di Dmowski (nello specifico Marian Januszajtis-Żegota ed Eustachy Sapieha) tentarono un colpo di Stato contro Piłsudski e il primo ministro Moraczewski, ma fallirono nell'intento.
Il 20 febbraio 1919, Piłsudski proclamò che avrebbe ceduto i suoi poteri al nuovo parlamento polacco (Sejm). Tuttavia, quest'ultimo organo ripristinò il suo ufficio nella Piccola Costituzione del 1919. Il termine "provvisorio" andò cancellato dal suo titolo e Piłsudski preservò la carica fino al 9 dicembre 1922, dopo che Gabriel Narutowicz fu eletto primo presidente della Polonia.
La principale iniziativa di politica estera di Piłsudski riguardava la costituzione di una federazione, la "Międzymorze" (letteralmente "Tra i mari" e conosciuta in lingua latina come Intermarium), che si estendesse dal Mar Baltico al Mar Nero. Essa avrebbe dovuto annoverare al suo interno la Polonia, i Paesi baltici, la Bielorussia e l'Ucraina, nel tentativo di riportare in auge quella che era la Confederazione polacco-lituana prima che avessero operato le spartizioni.
Il piano di Piłsudski incontrò l'opposizione della maggior parte dei potenziali Stati membri, i quali si rifiutarono di rinunciare a qualsiasi loro indipendenza, conquistata con la fatica, nonché delle potenze alleate, le quali ritenevano che un simile cambiamento geopolitico avrebbe potuto sconvolgere gli equilibri di potere tanto faticosamente indicati dai trattati post-bellici. Secondo lo storico George Sanford, fu intorno al 1920 che Piłsudski si rese conto dell'infattibilità del suo ambizioso piano.
Invece di raggiungere un'alleanza dell'Europa centrale e orientale, si profilò presto all'orizzonte una serie di conflitti lungo i confini, tra cui la guerra polacco-ucraina (1918-1919), la guerra polacco-lituana (1920, culminata con l'ammutinamento di Żeligowski), gli scontri con la Cecoslovacchia (a partire dal 1918), e, forse la schermaglia più enfatica, la guerra polacco-sovietica (1919–1921).
Winston Churchill commentò in maniera caustica il tormentato scenario dell'Europa orientale affermando; "La guerra dei giganti è finita e sono cominciate quelle dei pigmei".

### Guerra polacco-sovietica

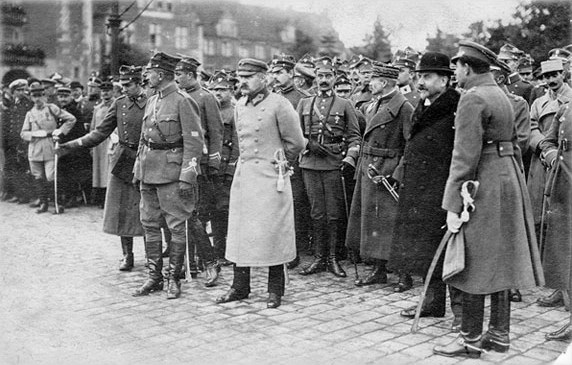
Piłsudski a Poznań

Tra le conseguenze della prima guerra mondiale, si verificarono dei disordini su tutti i confini polacchi. Riguardo alle future frontiere della Polonia, Piłsudski asserì:
Nel 1918 a est, le forze polacche si scontrarono con gli ucraini nella guerra polacco-ucraina e i primi ordini di Piłsudski come comandante in capo dell'esercito polacco, il 12 novembre 1918, furono di fornire supporto alla battaglia di Leopoli.
Piłsudski era consapevole che i bolscevichi non guardavano con grande entusiasmo a una Polonia indipendente e una guerra all'orizzonte si profilava come inevitabile. Egli considerava la loro avanzata verso ovest come un grosso problema, ma riteneva i bolscevichi meno pericolosi per la Polonia dei Bianchi. Questi ultimi, rappresentanti del vecchio impero russo e ostili al comunismo, si mostravano disposti ad accettare solo un'indipendenza limitata per la Polonia, probabilmente all'interno di confini simili a quelli dello storico Regno del Congresso, opponendosi chiaramente al controllo polacco dell'Ucraina, cruciale per la realizzazione del progetto dell'Intermarium di Piłsudski.
I bolscevichi, dal canto loro, proclamarono la nullità delle spartizioni della Polonia. In virtù di siffatte premesse, Piłsudski ipotizzò che i comunisti costituissero il male minore, essendo tra l'altro malvisti dalle potenze occidentali, rispetto a un restaurato impero russo. Ignorando le forti pressioni dell'Entente cordiale con cui si intimava il polacco di colpire i bolscevichi in difficoltà guidati da Lenin, Piłsudski probabilmente lo salvò nell'estate e nell'autunno del 1919.

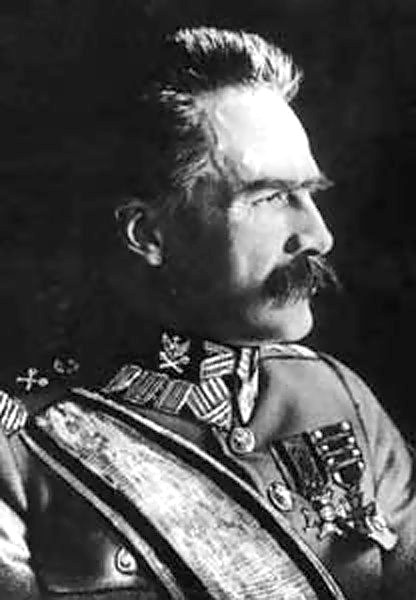
Piłsudski appena nominato "Primo maresciallo di Polonia" nel marzo del 1920

Sulla scia dell'offensiva russa verso ovest del 1918-1919 e di una sequela esponenziale di battaglie che portarono i polacchi ad avanzare verso levante, il 21 aprile 1920, il maresciallo (grado acquisito nel marzo del 1920) firmò un'alleanza militare (il trattato di Varsavia) con il politico ucraino Symon Petljura per condurre operazioni congiunte contro la Russia sovietica. L'obiettivo dell'intesa polacco-ucraina era quello di stabilire un'alleanza indipendente tra Ucraina e Polonia, simile a quella che un tempo esisteva all'interno della Confederazione polacco-lituana. In cambio, Petliura rinunciò alle pretese ucraine sulle terre occidentali della Galizia, un'azione giudicata in maniera negativa dagli altri nazionalisti ucraini. Gli eserciti polacco e ucraino, sotto il comando di Piłsudski, lanciarono un'offensiva culminata con una vittoria: il 7 maggio 1920, con pochissimi combattimenti, riuscirono a catturare Kiev.

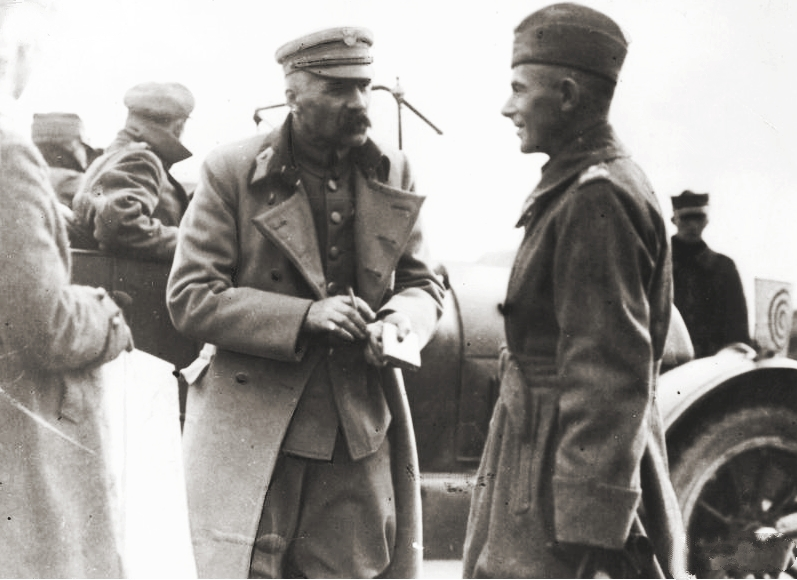
Piłsudski (sinistra) e Edward Rydz-Śmigły (destra), 1920, a colloquio durante la guerra polacco-sovietica

Lo stato maggiore bolscevico considerò le azioni polacche alla stregua di un atto di aggressione; per tutta risposta, migliaia di ufficiali e disertori si unirono all'Armata Rossa e centinaia di civili si offrirono come volontari per rinfoltire le file. I sovietici scagliarono una controffensiva dalla Bielorussia e assediarono l'Ucraina con la speranza di raggiungere la Polonia e incentivare il Partito Comunista della confinante Germania ad unirsi agli scontri. L'entusiasmo dei sovietici salì alle stelle, tanto che Lenin non mancò di sottolineare la sua fiducia sulla possibilità di realizzare la Rivoluzione mondiale il 22 settembre 1920. Il piano di invasione dell'Europa occidentale fu poi ribadito dall'intellettuale comunista sovietico Nikolaj Bucharin, che scriveva per conto della Pravda, il quale sperava di portare la campagna oltre Varsavia "direttamente a Londra e Parigi". Il comandante sovietico Michail Tuchačevskij lesse l'ordine del giorno in data 2 luglio 1920 che recitava: "Per l'Occidente! Sul cadavere della Polonia bianca giace la strada per l'incendio mondiale. Marciate su Vilnius, Minsk e Varsavia!" e "a Berlino sul cadavere della Polonia!".
Il 1º luglio 1920, osservando la rapida avanzata offensiva sovietica, il parlamento polacco, il Sejm, formò un Consiglio per la difesa della nazione, presieduto da Piłsudski, al fine di agire con maggiore rapidità e scansando il lento e normale processo decisionale. I nazionaldemocratici, tuttavia, sostenevano che la serie di vittorie bolsceviche si doveva al fallimento di Piłsudski e chiese le dimissioni; alcuni lo accusarono addirittura di tradimento. Il 19 luglio, gli oppositori non riuscirono a far approvare una mozione di sfiducia e ciò portò al ritiro di Dmowski dal Consiglio. Ad ogni modo, il 12 agosto, Piłsudski rassegnò le sue dimissioni al primo ministro Wincenty Witos, offrendosi come capro espiatorio qualora la soluzione militare fosse fallita, ma Witos rifiutò di accettarle. L'Intesa spingeva la Polonia ad arrendersi e ad avviare negoziati con i bolscevichi, ma Piłsudski era un convinto sostenitore della prosecuzione del combattimento. Come ha fatto notare Norman Davies, a quel tempo, specialmente all'estero:
I detrattori di Pilsudski si sbagliarono, perché ,nelle settimane successive, la strategia non convenzionale e non priva di rischi della Polonia nell'agosto 1920 con la battaglia di Varsavia alla fine fermò, tra lo stupore dei commentatori dell'epoca, l'avanzata sovietica verso la capitale polacca e l'occidente.
Il piano polacco fu ideato di Piłsudski e da altri combattenti, incluso Tadeusz Rozwadowski.
In seguito, alcuni sostenitori di Piłsudski avrebbero cercato di dipingerlo come l'unico autore della strategia polacca, mentre gli avversari minimizzavano il suo ruolo. In Occidente per lungo tempo persistette l'ipotesi secondo cui fosse stato il generale Maxime Weygand della missione militare francese a salvare la Polonia; gli studiosi moderni, tuttavia, sono d'accordo sul fatto che il ruolo del transalpino fosse stato invece minimo.
Il piano di Piłsudski prevedeva che le forze polacche si ritirassero attraverso il fiume Vistola e difendessero le teste di ponte a Varsavia e sul Wieprz mentre circa il 25% delle divisioni disponibili si concentrava a sud per una controffensiva strategica. Il piano richiedeva poi che due eserciti sotto il generale Józef Haller, di fronte all'attacco frontale sovietico a Varsavia da est, mantenessero le loro posizioni in trincea a tutti i costi. Allo stesso tempo, le truppe sotto il generale Władysław Sikorski dovevano colpire a nord dalla parte esterna della capitale, tagliando fuori le forze sovietiche che cercavano di avviluppare la città da quella direzione. Il ruolo più importante, tuttavia, venne assegnato a un "esercito di riserva" relativamente piccolo, composto da circa 20.000 uomini, appena allestito (noto anche come "Gruppo d'assalto", "Grupa Uderzeniowa"), che comprendeva le unità polacche più agguerrite e preparate comandate personalmente da Piłsudski. Il loro compito appariva quello di guidare un'offensiva fulminea verso nord, dal triangolo Vistola-Wieprz a sud di Varsavia, attraverso un punto debole che era stato identificato dall'intelligence polacca tra il fronte occidentale sovietico. Quell'offensiva avrebbe separato il fronte occidentale bolscevico dalla sua retroguardia e ne avrebbe confuso gli spostamenti. Alla fine, il divario tra l'esercito di Sikorski e il "Gruppo d'assalto" si sarebbe ridotto vicino al confine della Prussia Orientale, provocando l'annientamento delle forze sovietiche accerchiate.
A quel tempo, il piano di Piłsudski subì delle critiche e solo la situazione disperata delle forze polacche persuase altri comandanti ad assecondarlo. Anche se basato su informazioni affidabili, non ultime le comunicazioni radio sovietiche decifrate, il piano fu definito "dilettantistico" da ufficiali dell'esercito di alto rango ed esperti militari, pronti a sottolineare la mancanza di istruzione militare formale di Piłsudski. Dopo che una copia del piano cadde nelle mani dei sovietici, il comandante del fronte occidentale Michail Tuchačevskij pensò che si trattasse di uno stratagemma o una falsa pista e la ignorò, convinto dell'efficacia della sua tattica. Giorni dopo, i sovietici pagarono a caro prezzo l'eccessiva sicurezza subendo una delle peggiori sconfitte della loro storia militare.
Un deputato nazionaldemocratico del Sejm, Stanisław Stroński, coniò l'espressione "miracolo della Vistola" ("Cud nad Wisłą") allo scopo di sottolineare come la vittoria fosse stata frutto di autentica fortuna e di rimarcare come ad un simile tragico scenario non si sarebbe mai arrivati se Piłsudski non avesse dato il via alla sua "escursione in Ucraina".
Paradossalmente, la frase di Stroński finì per diventare un proclama dei sostenitori di Piłsudski alle orecchie di alcuni polacchi patriottici o devoti, i quali non erano a conoscenza dell'originale intento ironico di Stroński. 
Un giovane membro della missione militare francese, Charles de Gaulle, fece tesoro di alcune lezioni dalla guerra polacco-sovietica e dalla carriera di Piłsudski, finendo per adottarle come proprie molti anni dopo.
Nel febbraio 1921, Piłsudski visitò Parigi, dove, nel corso dei negoziati con il presidente francese Alexandre Millerand, gettò le basi per l'alleanza militare franco-polacca, che sarebbe divenuta realtà nello stesso anno. Poiché la guerra volgeva ormai a favore di Varsavia, i bolscevichi tentarono di negoziare un accordo, proponendo di cedere i territori già assoggettati dai polacchi se questi avessero arrestato la loro avanzata entro dieci giorni dalla sottoscrizione dell'intesa. Benché alla fine avesse accettato, Piłsudski definì il trattato un "atto di codardia" ad opera della controparte, ma le conseguenze della battaglia di Varsavia erano state talmente acute per Lenin che egli stesso non mancò di sottolinearlo in una conversazione con la comunista tedesca Clara Zetkin. La pace di Riga, che pose definitivamente fine alla guerra polacco-sovietica nel marzo 1921, spartiva le odierne Bielorussia e Ucraina tra Polonia e RSFS Russa. La firma di questo trattato e la sua segreta approvazione dell'ammutinamento di Żeligowski, ovvero il piano di conquista di Vilnius compiuto a scapito dei lituani falsamente bollato da Varsavia come frutto della sola iniziativa del generale polacco Lucjan Żeligowski, segnò il tramonto del progetto federalista immaginato dal politico. Dopo che Vilnius fu occupata dall'esercito della Lituania Centrale, Piłsudski disse che "non poteva fare a meno di considerarli [i lituani] come fratelli".
Il 25 settembre 1921, quando Piłsudski visitò Leopoli per l'apertura della prima Fiera commerciale dell'Est (Targi Wschodnie), costituì il bersaglio di un fallito tentativo di assassinio da parte di Stepan Fedak, il quale agiva per conto di organizzazioni indipendentiste gialloblù, inclusa l'Organizzazione militare ucraina.

### Ritiro provvisorio dalla politica e golpe

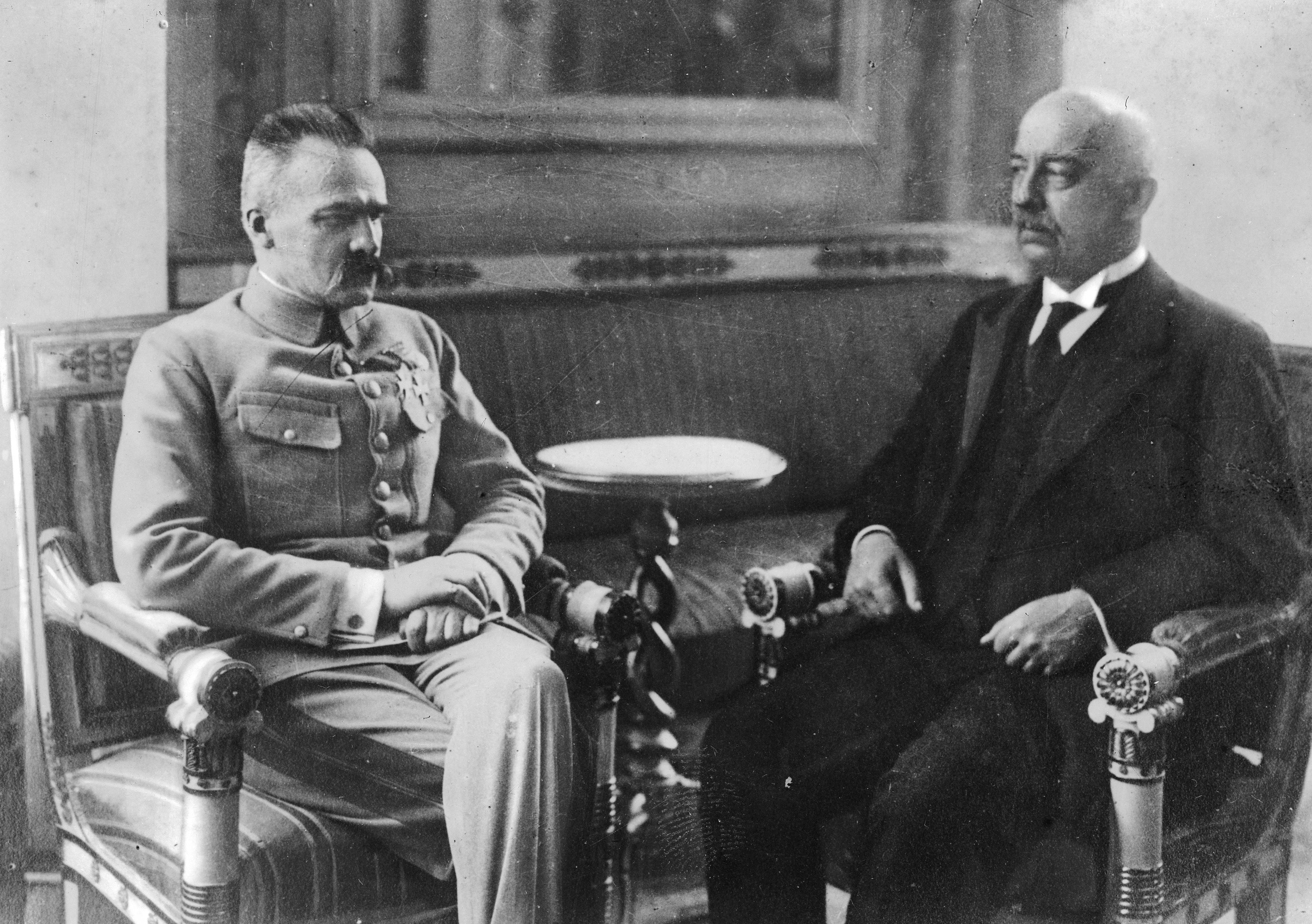
Al palazzo del Belweder, il Capo di Stato Piłsudski (a sinistra) trasferisce i suoi poteri al presidente eletto Gabriel Narutowicz (a destra). Due giorni dopo, il presidente fu assassinato

Dopo l'emanazione della Costituzione del marzo 1921 che limitava in maniera netta e voluta i poteri della presidenza, al fine d'impedire al presidente di scatenare un'ulteriore guerra, Piłsudski rifiutò di candidarsi. Il 9 dicembre 1922, l'Assemblea nazionale polacca elesse Gabriel Narutowicz del Partito Popolare Polacco "Wyzwolenie"; la sua elezione, osteggiata da formazioni politiche di destra, causò disordini pubblici. Il 14 dicembre al palazzo del Belweder, Piłsudski trasferì ufficialmente i suoi poteri di Capo di Stato all'amico Narutowicz; il Naczelnik ("Comandante") veniva dunque sostituito dal presidente.
Due giorni dopo, il 16 dicembre 1922, Narutowicz finì assassinato da un pittore e critico d'arte di destra, Eligiusz Niewiadomski, che originariamente voleva uccidere Piłsudski ma aveva poi cambiato bersaglio, influenzato dalla propaganda nazionaldemocratica contraria a Narutowicz.
L'evento destò grande timore in Piłsudski, facendogli pensare che la Polonia non potesse funzionare come una democrazia ma avesse bisogno di un uomo forte e di un'ampia maggioranza alle spalle. Assunte le funzioni di Capo di Stato Maggiore e sostenuto dal ministro della Guerra Władysław Sikorski, riuscì a stabilizzare la situazione presentandosi come guida ad interim e sedò i disordini dichiarando per un breve arco temporale lo stato di emergenza.
Stanisław Wojciechowski del Partito popolare polacco "Piast" (in acronimo nelle fonti polacche PSL Piast), un altro dei vecchi colleghi di partito di Piłsudski, fu eletto nuovo presidente e Wincenty Witos, anch'egli del PSL Piast, divenne primo ministro. Tuttavia, il nuovo esecutivo, in base al patto di Lanckorona, un'alleanza tra i partiti centristi del PSL Piast e i partiti di destra dell'Unione Popolare Nazionale e la Democrazia Cristiana, vedeva la presenza di oppositori di destra di Piłsudski, ritenuti tra l'altro da quest'ultimo responsabili della morte di Narutowicz e con i quali trovava inaccettabile cooperare. Il 30 maggio 1923, Piłsudski si dimise pertanto dalla sua carica.

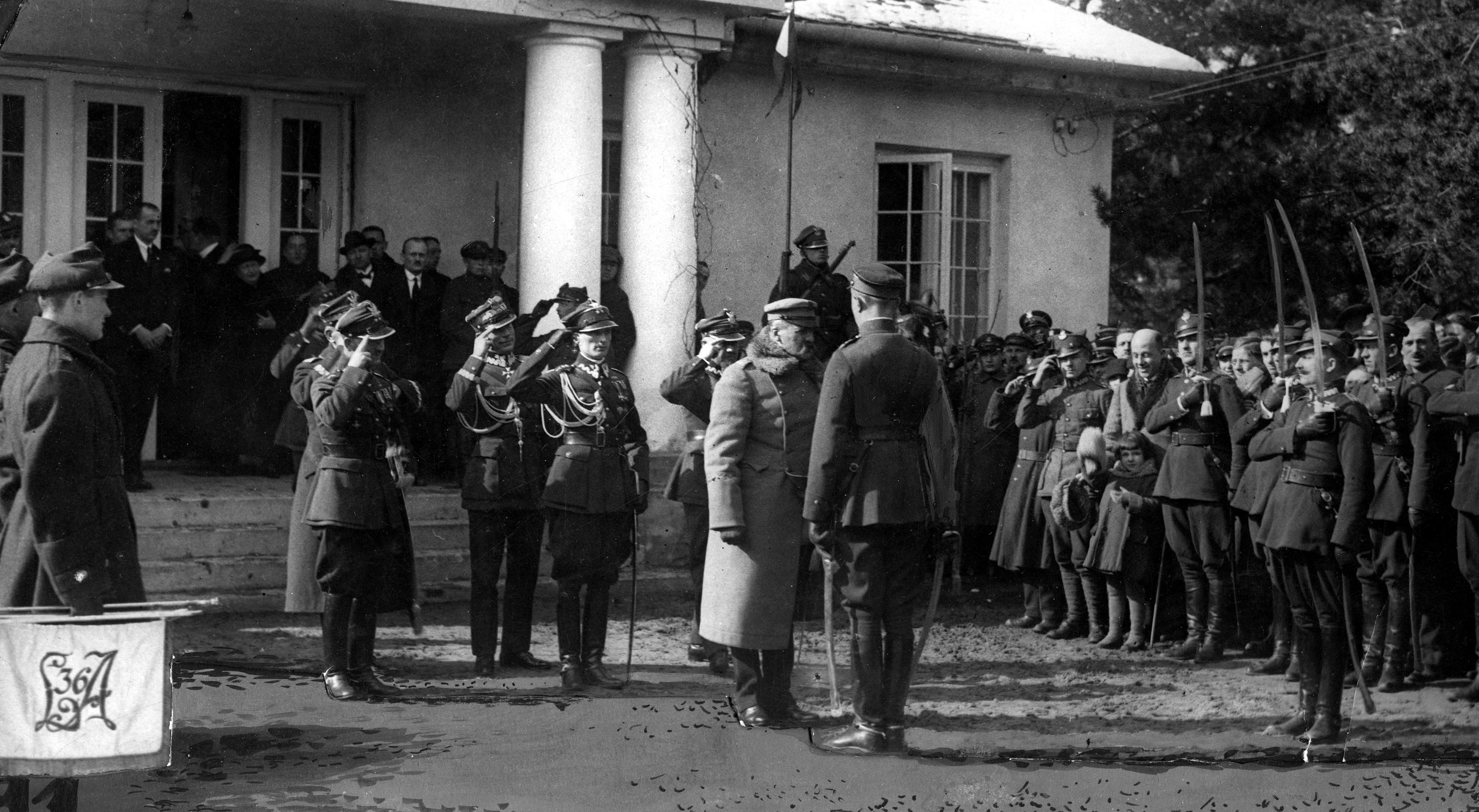
Piłsudski davanti alla sua casa a Sulejówek con i soldati che avevano collaborato con lui nelle guerre precedenti prima del colpo di Stato del 1926

Dopo che il generale Stanisław Szeptycki propose che l'esercito dovesse essere supervisionato da civili, Piłsudski criticò la proposta come tentativo di politicizzare l'esercito e il 28 giugno rinunciò anche al suo ultimo incarico politico. Lo stesso giorno, i deputati di sinistra del Sejm votarono una risoluzione con cui lo si ringraziava per il suo lavoro. Piłsudski decise di trascorrere la sua pensione a Sulejówek, fuori Varsavia, nella sua tenuta di campagna Milusin, al cui ingresso trovò dei soldati che gli prestarono omaggio. Una volta giunto, in compagnia della sua famiglia, cominciò a scrivere una serie di memorie politiche e militari, tra cui Rok 1920 ("Anno 1920").

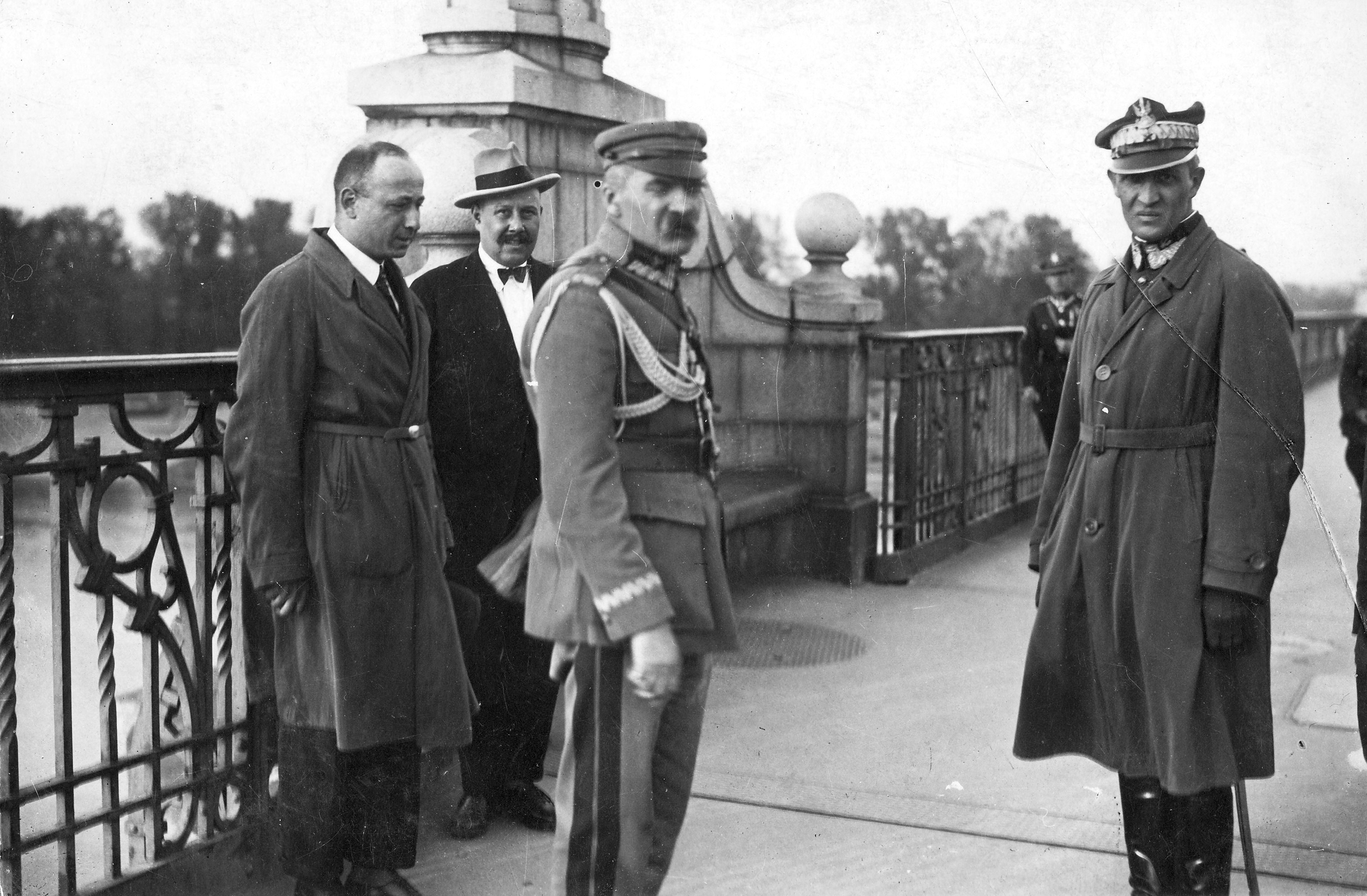
Piłsudski sul ponte di Poniatowski di Varsavia durante il colpo di Stato di maggio del 1926. A destra, il generale Gustaw Orlicz-Dreszer

Nel frattempo, l'economia della Polonia appariva in stato catastrofico: l'iperinflazione alimentò i disordini pubblici e il governo non fu in grado di trovare una soluzione rapida alla crescente disoccupazione e alla crisi economica. Gli alleati e i sostenitori di Piłsudski gli chiesero spesso di tornare in politica, tanto che questi iniziò a sondare il terreno e a cercare dei sostenitori che avevano in passato fatto parte delle Legioni polacche e dell'Organizzazione militare polacca, nonché alcuni deputati di sinistra e dell'intellighenzia. Nel 1925, dopo che diversi governi si erano dimessi in breve tempo e la scena politica stava diventando sempre più caotica, Piłsudski acuì gradualmente i toni nei confronti dell'esecutivo e, alla fine, rilasciò delle dichiarazioni in cui chiedeva le dimissioni di Witos.
Quando la coalizione Chjeno-Piast, che Piłsudski aveva fortemente criticato, compose un nuovo governo, il 12-14 maggio 1926, il comandante tornò al potere con un colpo di Stato e con il sostegno del Partito Socialista Polacco, del "Wyzwolenie", del Partito Contadino e persino del Partito Comunista. Piłsudski sperava in un golpe incruento, ma il governo si rifiutò di fare marcia indietro; nel corso dei tumulti che ne seguirono, morirono 215 soldati e 164 civili e oltre 900 persone rimasero ferite.

### Dittatore
Il 31 maggio 1926 il Sejm elesse Piłsudski presidente della Repubblica che, tuttavia, consapevole dei poteri limitati della presidenza, rifiutò l'incarico. Al suo posto fu eletto un altro dei suoi vecchi amici, Ignacy Mościcki. Quest'ultimo nominò quindi Piłsudski ministro della guerra, incarico che ricoprì per il resto della sua vita attraverso undici successivi governi, due dei quali guidò dal 1926 al 1928 e per un breve periodo nel 1930. Rivestì inoltre la funzione di ispettore generale delle forze armate e di presidente del Consiglio di guerra.
Piłsudski non aveva in programma grandi riforme; prese comunque subito le distanze dai più radicali dei suoi sostenitori di sinistra e dichiarò che il suo golpe doveva dare vita a una "rivoluzione senza conseguenze rivoluzionarie". I suoi sforzi si concentrarono sulla stabilizzazione della nazione, la quale passava dalla riduzione dell'influenza e dall'eccessiva frammentazione dei partiti politici, accusati di corruzione e inefficienza, oltre che dal rafforzamento dell'esercito. Poiché di fatto fu il leader del Paese negli anni a venire, il suo ruolo nel governo polacco negli anni successivi non si discostò molto da quello di un dittatore o da un "quasi-dittatore", specie negli ultimi anni.

#### Politica interna

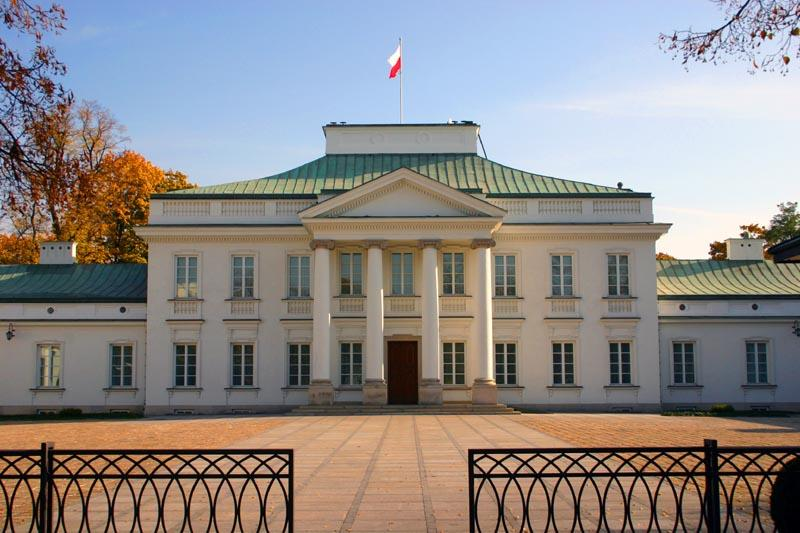
Il palazzo del Belweder di Varsavia, residenza ufficiale di Piłsudski durante i suoi anni al potere

Nella politica interna, il colpo di Stato di Piłsudski comportò ampie limitazioni al governo parlamentare, poiché il suo regime si concentrò sulla Sanacja (1926-1939), letteralmente "risanamento", con cui si cercava di "ripristinare la vita pubblica alla salute morale". Dal 1928, le autorità furono rappresentate nella sfera della politica dal Blocco Apartitico per la Cooperazione con il Governo (BBWR). Il sostegno popolare e un efficace apparato di propaganda permisero a Piłsudski di mantenere i suoi poteri autoritari, che non potevano essere annullati né dal presidente, nominato da Piłsudski, né dal Sejm. I poteri del parlamento furono ridotti da modifiche costituzionali introdotte subito dopo il golpe il 2 agosto 1926. Dal 1926 al 1930, Piłsudski fece affidamento principalmente sulla propaganda per indebolire l'influenza dei leader dell'opposizione.
Il culmine delle politiche dittatoriali, la cui fattibilità appariva discutibile se si fa riferimento al testo costituzionale, arrivò negli anni '30, con l'incarcerazione e il processo di alcuni oppositori politici (processo di Brėst) alla vigilia delle elezioni legislative del 1930 e con l'istituzione, nel 1934, di un campo detentivo per prigionieri politici a Bereza Kartuska (oggi Bjaroza), dove alcuni degli arrestati furono brutalmente maltrattati. Dopo la vittoria del BBWR nel 1930, Piłsudski lasciò la maggior parte delle questioni interne nelle mani dei suoi "colonnelli" mentre si concentrava sugli affari militari ed esteri. Fioccarono presto critiche relative al trattamento da parte sua degli oppositori politici e il loro arresto e imprigionamento nel 1930 fu presto condannato a livello internazionale, danneggiando la reputazione della Polonia.
Piłsudski divenne col tempo sempre più riluttante nei confronti della democrazia in patria. Le sue intemperanze pubbliche (si pensi a quando definì il Sejm una "prostituta") e il suo invio di 90 ufficiali armati nell'edificio del Sejm in risposta a un imminente voto di sfiducia destarono preoccupazione negli osservatori contemporanei e moderni, che percepivano le sue azioni come un pericoloso precedente di risposte autoritarie alle sfide politiche.
Uno dei suoi obiettivi riguardava la trasformazione del sistema parlamentare in uno presidenziale, malgrado egli si opponesse come idea di principio all'introduzione del totalitarismo. L'adozione di una nuova "costituzione" polacca nell'aprile 1935 ovviò in tal senso, prevedendo maggiori poteri alla figura apicale a livello politico. La Costituzione di aprile servì la Polonia fino alla seconda guerra mondiale e rimase formalmente in vigore durante il periodo di esistenza del governo in esilio.
Ad ogni modo, l'esecutivo di Piłsudski dipendeva più dalla sua autorità carismatica che dall'autorità legale-razionale. Nessuno dei suoi seguaci poteva pretendere di essere il suo legittimo erede, e dopo la sua morte, il meccanismo della Sanacja si logorò in fretta, facendo ripiombare la Polonia nel clima di lotte intestine avvenute quando il politico aveva deciso di ritirarsi.

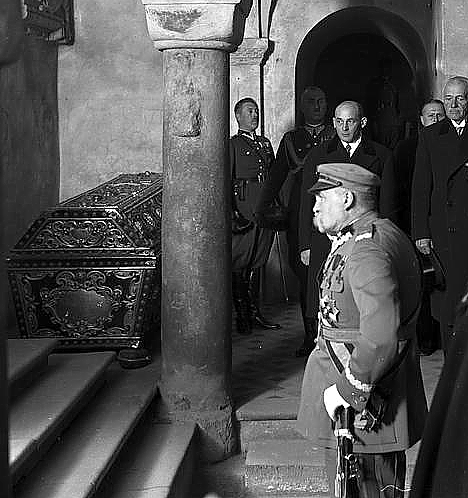
Nel 1933, Piłsudski rese omaggio alla tomba di Giovanni III Sobieski in occasione del 250º anniversario di battaglia di Vienna.

Il regime di Piłsudski avviò un periodo di stabilizzazione nazionale e di miglioramento della situazione delle minoranze etniche, che ammontavano a circa un terzo della popolazione della Seconda Repubblica. Piłsudski rimpiazzò la vecchia 
politica di "assimilazione etnica" dei nazionaldemocratici con quella di "assorbimento dello stato": i cittadini non andavano giudicati in base alla loro etnia, ma alla loro fedeltà allo stato. Fattosi apprezzare per la sua opposizione alle politiche antisemite portate avanti dai nazionaldemocratici, estese la sua politica di "assimilazione statale" anche agli ebrei polacchi, non senza suscitare mugugni. Gli anni dal 1926 al 1935 videro dunque un clima generalmente favorevole per i semiti, soprattutto durante il mandato del primo ministro Kazimierz Bartel nominato da Piłsudski. Molti di essi intravedevano nel Maresciallo l'unica figura in grado di frenare le correnti antisemite dilaganti in Polonia e di preservare l'ordine pubblico; per questo motivo si spiega il sostegno di tale etnia al personaggio. La morte di Piłsudski nel 1935 provocò un deterioramento della qualità della vita degli ebrei polacchi.
Durante gli anni '30, una combinazione di fattori legati alla Grande depressione, ai continui attacchi terroristici orchestrati dall'OUN e all'indampienza del governo causò un deterioramento dei rapporti dell'esecutivo con le minoranze nazionali. I disordini non prescindevano dalla politica estera, se si tiene conto delle rigide repressioni che ne conseguirono nella Galizia orientale, in gran parte a scapito degli ucraini, in occasione delle quali si arrestarono quasi 1.800 persone. In contemporanea, sorsero delle tensioni con la minoranza tedesca, in particolare nell'Alta Slesia. Anche se il governo non cedette alle richieste di emanazione di provvedimenti legislativi antisemiti, tra gli ebrei si diffuse il malcontento per ragioni economiche legate alla depressione (solo l'1% si dedicava all'agricoltura). Nel complesso, alla fine della vita di Piłsudski, i rapporti del suo esecutivo con le minoranze nazionali si erano fatti sempre più acuti.
In ambito militare, benché Piłsudski, si fosse guadagnato la fama di fautore del "miracolo della Vistola", venne criticato per essersi successivamente concentrato sulla gestione del personale e per aver trascurato la modernizzazione della strategia e delle attrezzature militari. Le sue limitate esperienze nella guerra polacco-sovietica (1919-1921) lo portarono a sopravvalutare l'importanza della cavalleria e a trascurare lo sviluppo della componente corazzata e delle forze aeree. Solo un filone dottrinale minore afferma che, in particolare dalla fine degli anni '20, si interessò ad apportare le migliorie necessarie in tali campi militari. Non si deve dimenticare che i limiti alla modernizzazione militare della Polonia si dovevano anche a motivazioni economiche.

#### Politica estera

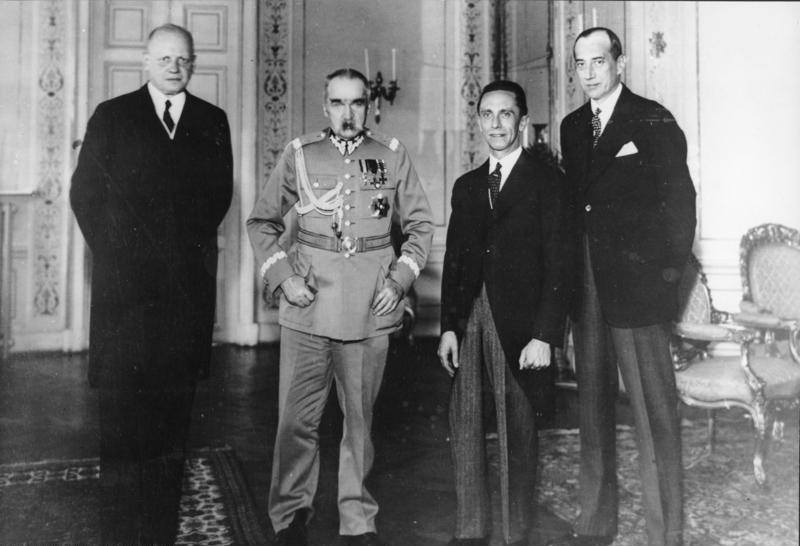
L'ambasciatore tedesco Hans-Adolf von Moltke, Piłsudski, Joseph Goebbels e Józef Beck, ministro degli esteri polacco, a Varsavia il 15 giugno 1934, cinque mesi dopo la firma del patto di non aggressione tedesco-polacco

Sotto Piłsudski, la Polonia mantenne buoni rapporti con le vicine Romania, Ungheria e Lettonia. Tuttavia, le relazioni diplomatiche furono tese con la Cecoslovacchia e ridotte all'osso con la Lituania. Le relazioni con la Germania e l'Unione Sovietica seguirono un andamento ondivago, ma volendo sintetizzare ai minimi termini si potrebbe dire che non vi furono né acuti positivi né negativi.
Il programma del "prometeismo" di Piłsudski volto a indebolire l'Unione Sovietica puntava a finanziare i movimenti indipendentisti e nazionalisti dei principali popoli non russi che abitavano nelle terre del vecchio impero. Il coordinamento, dal 1927 allo scoppio della seconda guerra mondiale in Europa nel 1939, avvenne sotto il comando di Edmund Charaszkiewicz e si dimostrò perlopiù un fiasco.
Piłsudski tentò sempre di preservare l'indipendenza del suo paese volgendo l'attenzione allo scacchiere internazionale. Assistito dal suo protetto, il ministro degli esteri Józef Beck, cercò sostegno alla Polonia giungendo ad alleanze con potenze quali la Francia e la Gran Bretagna oltre che con vicini non ostili quali la Romania e l'Ungheria.
Sostenitore dell'alleanza militare franco-polacca e della collaborazione con Bucarest, compresi nella Piccola Intesa, il dittatore rimase deluso dalla politica di accomodamento perseguita dai governi francese e britannico che traspariva dalla firma del patto di Locarno. I trattati avevano secondo il governo britannico lo scopo di garantire una consegna pacifica dei territori rivendicati dalla Germania come i Sudeti, il corridoio polacco e la Città Libera di Danzica migliorando le relazioni franco-tedesche a tal punto che Parigi avrebbe sciolto le sue alleanze nell'Europa orientale. Piłsudski sentì un profondo senso di abbandono da parte della Francia dopo quanto accaduto a Locarno e, quindi, provò a preservare buoni rapporti con l'Unione Sovietica e la Germania.
Uno dei timori costanti di Piłsudski era che la Francia raggiungesse un accordo con la Germania a spese della Polonia. Nel 1929, i transalpini accettarono di ritirarsi dalla Renania nel 1930, cinque anni prima di quanto definito dal trattato di Versailles. Lo stesso anno, i francesi annunciarono i piani per la realizzazione della linea Maginot lungo il confine con la Germania, cominciata nel 1930. La necessità di tutelarsi a livello difensivo costituiva una tacita ammissione francese che Berlino si sarebbe riarmata oltre i limiti fissati a Versailles nel prossimo futuro e, pertanto, occorreva prepararsi adeguatamente. Quando la Polonia firmò l'alleanza con Parigi nel 1921, i francesi stavano delineando i piani renani e polacchi per una possibile guerra con il Reich che si basavano sull'ipotesi di un'offensiva francese nella pianura della Germania settentrionale dalle loro basi localizzate in Renania. Il ritiro dei francesi da quest'ultima zona e il passaggio a una strategia difensiva esemplificata dalla linea Maginot sconvolsero completamente l'intera base della politica estera e di difesa polacca. La Polonia firmò un patto di non aggressione con entrambi i suoi potenti vicini, nel 1932 con i sovietici e con i tedeschi nel 1934. La funzione appariva quella di rafforzare la posizione della Polonia agli occhi dei suoi alleati e vicini.
Nel giugno 1932, poco prima dell'apertura della conferenza di Losanna, Piłsudski udì (correttamente) la notizia che il nuovo cancelliere tedesco Franz von Papen stava per fare un'offerta per un'alleanza franco-tedesca al premier francese Édouard Herriot in funzione anti-polacca. Per tutta risposta, Piłsudski inviò il cacciatorpediniere ORP Wicher nel porto della Città Libera di Danzica. Malgrado si affermò che l'invio si doveva alla necessità di rivendicare apparentemente i diritti di accesso della marina polacca a Danzica, il vero scopo della Wircher era avvertire Herriot di non sottovalutare la Polonia mentre parlava con Papen. La crisi di Danzica del 1932 sortì l'effetto desiderato e allertò i francesi, che migliorarono i diritti di accesso della marina polacca a Danzica.
Piłsudski era probabilmente consapevole della debolezza dei patti di non aggressione del 1932 e del 1934, tanto che commentò: "Davanti a tali patti, è come se fossimo seduti su due sgabelli che cigolano, ragion per cui questa soluzione non può durare a lungo. Dobbiamo sapere da quale cadremo per primo e quando ciò avverrà". I critici dei due patti di non aggressione accusarono Piłsudski di sottovalutare l'aggressività di Adolf Hitler, di dare alla Germania il tempo di riarmarsi e di permettere a Iosif Stalin di eliminare i suoi oppositori socialisti, principalmente collocati in Ucraina. I patti incontrarono l'appoggio dei sostenitori del programma prometeismo immaginato da Piłsudski.
Già quando Hitler era salito al potere in Germania nel gennaio del 1933, pare che Piłsudski propose alla Francia una guerra preventiva contro la Germania. Per sondare il terreno, Piłsudski potrebbe aver inviato in Francia dei delegati per ottenere informazioni in merito a una possibile azione militare congiunta contro la Germania. La mancanza di entusiasmo registrata in Francia potrebbe aver dunque giustificato la sottoscrizione del patto di non aggressione del gennaio 1934 sopraccitato con Berlino. Una simile ricostruzione storiografica resta comunque fumosa, considerata l'esiguità delle prove a sostegno di tale tesi trovate negli archivi diplomatici francesi o polacchi.
Hitler suggerì ripetutamente di costituire un'alleanza tedesco-polacca contro l'Unione Sovietica, ma Piłsudski rifiutò, cercando invece di recuperare tempo prezioso per prepararsi a una potenziale guerra con la Germania o l'Unione Sovietica. Poco prima della sua morte, Piłsudski confidò a Józef Beck che la politica della Polonia doveva preservare relazioni neutrali con la Germania, mantenere l'alleanza polacca con la Francia e migliorare i contatti con il Regno Unito.

### Morte

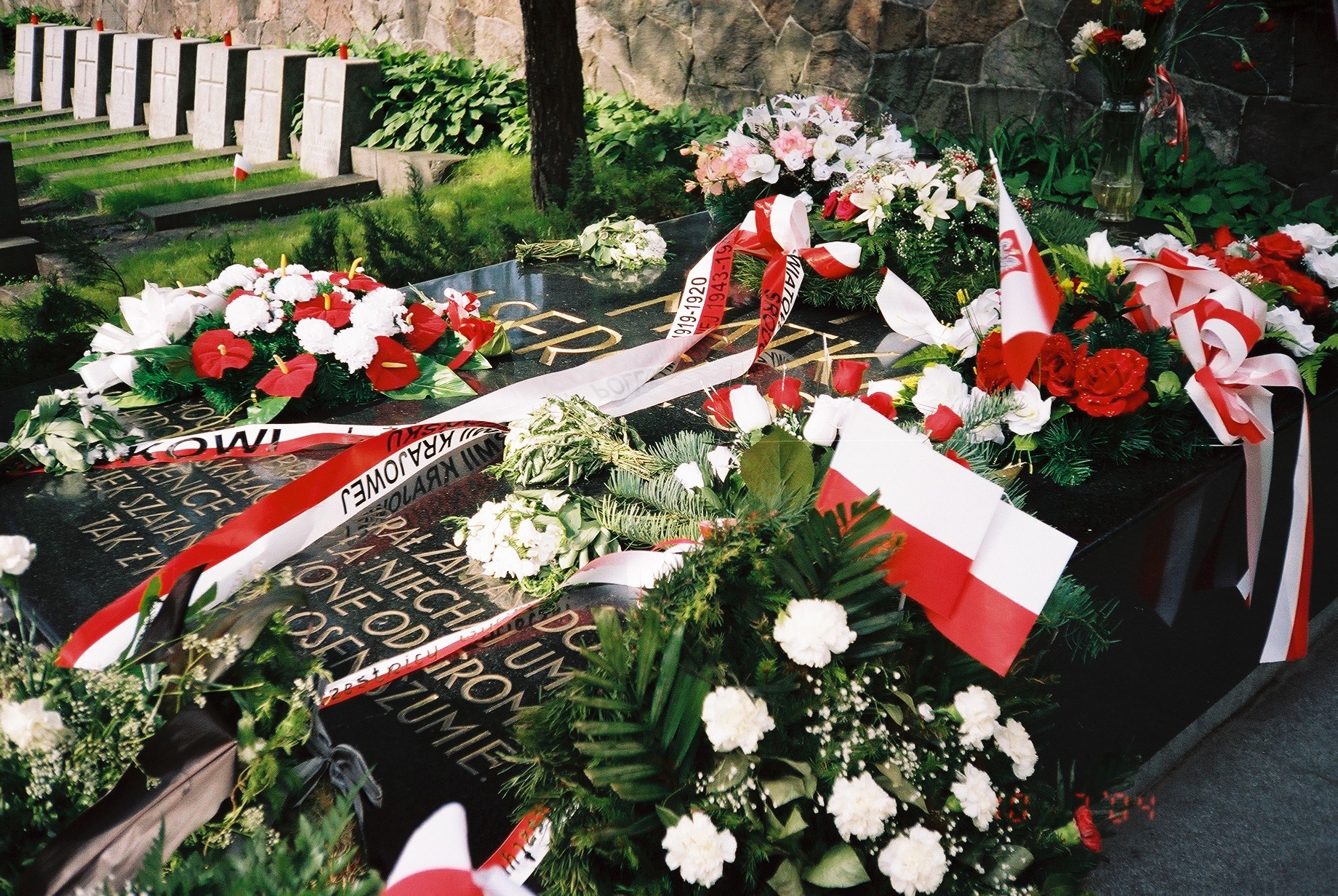
Tomba della madre di Piłsudski a Vilnius, in Lituania. L'enorme lapide nera reca l'insegna: "Matka i serce syna"
("Una madre e il cuore del [suo] figlio") e i versi evocativi di una poesia di Słowacki

All'insaputa dell'opinione pubblica, Piłsudski aveva da diversi anni uno stato di salute cagionevole. Il 12 maggio 1935 morì di tumore al fegato nel palazzo del Belweder di Varsavia. Celebrazioni e commiati della sua vita iniziarono spontaneamente entro mezz'ora dall'annuncio della sua morte. A mobilitarsi furono in primis membri del personale militare, in particolare reduci delle legioni della Grande Guerra, membri dell'OMP e veterani delle guerre del 1919-1921, oltre ai suoi collaboratori politici.
Il Partito Comunista Polacco attaccò immediatamente Piłsudski tacciandolo come fascista e capitalista, malgrado l'estrema destra stessa non lo vedesse di buon occhio. Altri oppositori del regime, invece, mantennero atteggiamenti meno severi: socialisti (come Ignacy Daszyński e Tomasz Arciszewski) e democratici cristiani (rappresentati da Ignacy Paderewski, Stanisław Wojciechowski e Władysław Grabski) espressero infatti il proprio cordoglio. I partiti contadini si divisero (Wincenty Witos riservò ad esempio dure critiche al defunto, mentre Maciej Rataj e Stanisław Thugutt furono più miti), mentre Roman Dmowski, dei nazionaldemocratici, parlò con toni sì critici ma non oltre una certa soglia.
Ad esprimere le condoglianze fu anche il clero, incluso il primate di Polonia August Hlond, nonché Papa Pio XI, che si definiva un "amico personale" di Piłsudski. Notevole apprezzamento per Pilsudski trapelò dalle dichiarazioni delle minoranze etniche e religiose polacche. Varie organizzazioni composte da ortodossi, greco-cattolici, protestanti, ebraisti o islamici si unirono al cordoglio, lodando Piłsudski per le sue politiche di tolleranza in materia di culto. Il cordoglio espresso da varie associazioni composte dalle numerose minoranze presenti sul vasto suolo polacco non trovò riscontro tra le frange di estremisti ucraini, tedeschi e lituani, le cui politiche vennero arginate anche ricorrendo alla forza.
Sulla scena internazionale, il 18 maggio papa Pio XI tenne una cerimonia speciale nella Santa Sede, mentre si svolse una commemorazione presso la sede della Società delle Nazioni di Ginevra e giunsero decine di telegrammi in Polonia da leader di tutto il mondo, tra cui Adolf Hitler, Iosif Stalin, gli italiani Benito Mussolini e Vittorio Emanuele III, i francesi Albert Lebrun e Pierre-Étienne Flandin, l'austriaco Wilhelm Miklas, l'imperatore giapponese Hirohito e il monarca inglese Giorgio V.
A Berlino, una funzione in memoria del polacco si tenne per ordine di Hitler: durante la celebrazione, vi era una bara simbolica con una bandiera polacca e un'aquila. Si trattò dell'unica volta in cui Hitler partecipò a una santa messa in qualità di Führer e, forse, una delle ultime volte in cui mise piede in una chiesa.
In patria, si tennero cerimonie, messe e un sontuoso funerale, con un treno funebre che fece il giro della Polonia. Si rilasciò inoltre una serie di cartoline, francobolli e timbri postali. Nel 1937, dopo due anni di esposizione presso la cripta di San Leonardo nella cattedrale del Wawel di Cracovia, il corpo di Piłsudski andò sepolto nella cripta della cattedrale sotto le Campane d'Argento, ad eccezione del suo cervello, che l'Università di Stefano Báthory volle ottenere per studiarlo, e il suo cuore, seppellito nella tomba di sua madre nel cimitero di Rasos a Vilnius, dove rimane ancora oggi. Il trasferimento delle sue spoglie nel 1937, effettuato dal suo oppositore di lunga data Adam Sapieha, futuro arcivescovo di Cracovia, suscitò proteste diffuse che includevano richieste di esautorazione di Sapieha.

## Orientamento religioso
L'orientamento religioso di Piłsudski resta oggetto di dibattito. Fu battezzato secondo il rito cattolico il 15 dicembre 1867 nella chiesa di Powiewiórka (allora decanato di Švenčionys) dal sacerdote Thomas Valinsky. Il 15 luglio 1899, nel villaggio di Paproć Duża, vicino a Łomża, sposò Maria Juskiewicz, una donna divorziata. Poiché il cattolicesimo non riconosceva i divorzi, lei e Piłsudski si erano convertiti al protestantesimo. Piłsudski in seguito tornò ad abbracciare la fede cattolica per sposare Aleksandra Szczerbińska, anche se essi non poterono sposarsi poiché la prima moglie dell'uomo, Maria, si rifiutò di divorziare da lui. Fu solo dopo la morte della donna nel 1921 che poterono celebrare le nozze il 25 ottobre dello stesso anno.

## Discendenza

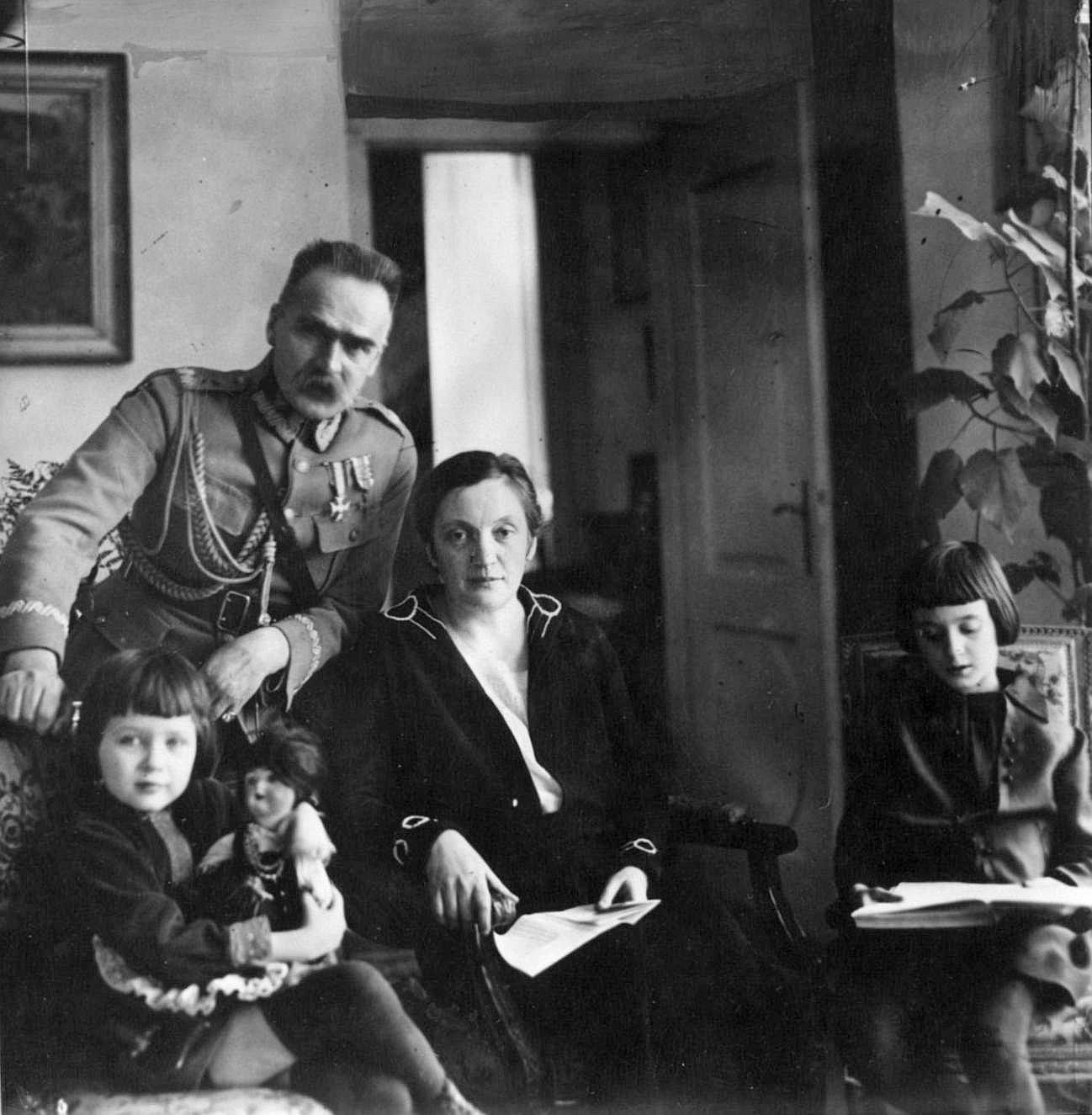
Il maresciallo e la sua seconda moglie, Aleksandra Piłsudska, in età avanzata

Entrambe le figlie del maresciallo Piłsudski tornarono in Polonia nel 1990, dopo la dissoluzione del blocco sovietico. La figlia di Jadwiga Piłsudska, Joanna Jaraczewska, fece invece ritorno in Polonia nel 1979 e sposò l'attivista polacco di Solidarność Janusz Onyszkiewicz in una prigione politica nel 1983. Entrambi rimasero invero assai coinvolti nella lotta politica polacca contro il comunismo tra il 1979 e il 1989.

## Lascito
(Piłsudski, 1908)
Il 13 maggio 1935, in conformità con le ultime volontà di Piłsudski, Edward Rydz-Śmigły ricevette la nomina dal presidente e dal governo di ispettore generale delle Forze armate polacche e, il 10 novembre 1936, fu elevato al grado di maresciallo di Polonia. Rydz appariva in quel momento una delle persone più potenti in Polonia, il "secondo uomo dello stato dopo il presidente". Sebbene molti vedessero Rydz-Śmigły come successore di Piłsudski, questi non riuscì mai ad assumere la sua stessa influenza.

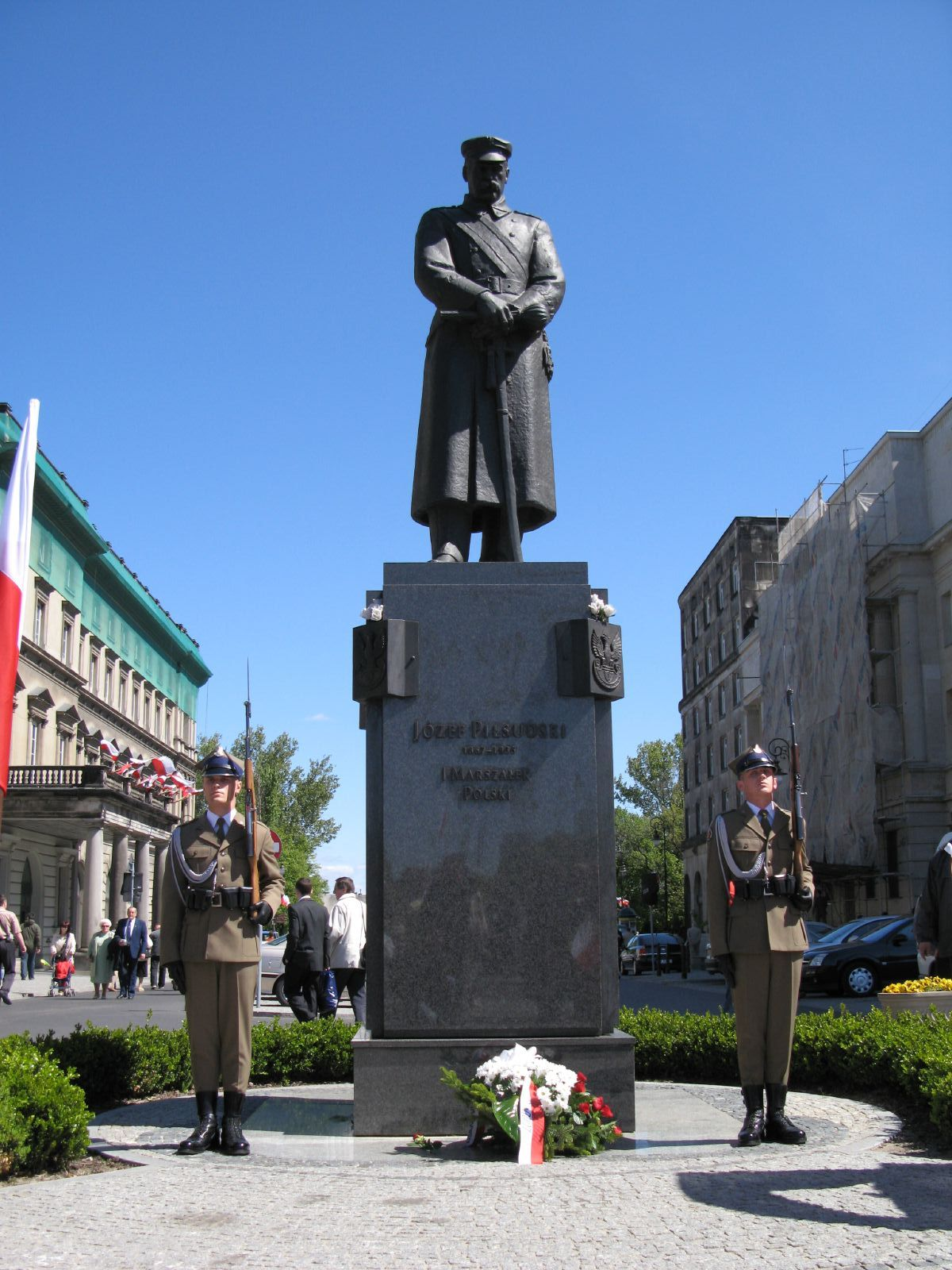
Monumento dedicato a Piłsudski nella piazza omonima di Varsavia, uno dei tanti sparsi in tutta la Polonia

Quando il governo polacco divenne sempre più autoritario e conservatore, la fazione di Rydz-Śmigły fu osteggiata da quella del più moderato Ignacy Mościcki, che rimase presidente. Dopo il 1938, Rydz-Śmigły si riconciliò con il presidente, ma la classe dirigente rimase divisa tra gli "Uomini del Presidente", perlopiù civili (anche detti il "Gruppo del Castello" perché la residenza ufficiale del presidente era il castello reale di Varsavia), e gli "Uomini del Maresciallo" (ovvero i vecchi "colonnelli di Piłsudski"), ufficiali militari professionisti e vecchi compagni d'armi del dittatore. Dopo l'invasione della Polonia nazista nel 1939, parte di questa divisione politica sarebbe rimasta all'interno del governo polacco in esilio.
Piłsudski aveva conferito alla Polonia un personaggio simile a Onufry Zagłoba, la figura immaginaria ideata da Henryk Sienkiewicz: una sorta di Oliver Cromwell polacco. Per via della sua controversa personalità, il maresciallo aveva inevitabilmente attirato su di sé sia lodi sperticate sia serrate critiche.
Nel 1935, al funerale di Piłsudski, il presidente Mościcki elogiò in pubblico il maresciallo:
Dopo la seconda guerra mondiale, poco del pensiero di Piłsudski influenzò le politiche della Repubblica Popolare Polacca, di fatto uno Stato satellite dell'Unione Sovietica. Viste le avversità affrontate in epoca post-bellica, appariva utopistico per la Polonia immaginare di riproporre una seconda volta il progetto dell'Intermarium e qualsiasi schema finalizzato a ridurre l'impatto russo nell'Europa orientale. Per un decennio dopo la seconda guerra mondiale, Piłsudski fu ignorato o condannato dal governo comunista polacco, insieme all'intera Seconda Repubblica Polacca nel periodo interbellico. Tuttavia, la situazione iniziò a cambiare, in particolare dopo la destalinizzazione e l'ottobre polacco (1956), consentendo alla storiografia biancorossa di allontanarsi gradualmente da una visione puramente negativa di Piłsudski verso una valutazione più equilibrata e neutrale.
Dopo la caduta del comunismo e la dissoluzione dell'Unione Sovietica nel 1991, Piłsudski venne di nuovo riconosciuto come un eroe nazionale polacco. In occasione del sessantesimo anniversario della sua morte, il 12 maggio 1995, il Sejm adottò la seguente risoluzione:
Mentre alcune delle mosse politiche di Piłsudski rimangono controverse (in particolare il colpo di Stato del maggio 1926, il processo di Brėst contro gli oppositori politici del 1931–1932, l'istituzione del campo di detenzione di Bereza Kartuska nel 1934 e la successiva incapacità dei governi polacchi di formulare politiche coerenti e costruttive verso le minoranze nazionali) Piłsudski continua ad essere visto dalla maggioranza dei polacchi come una figura positiva nella storia del Paese del XX secolo.

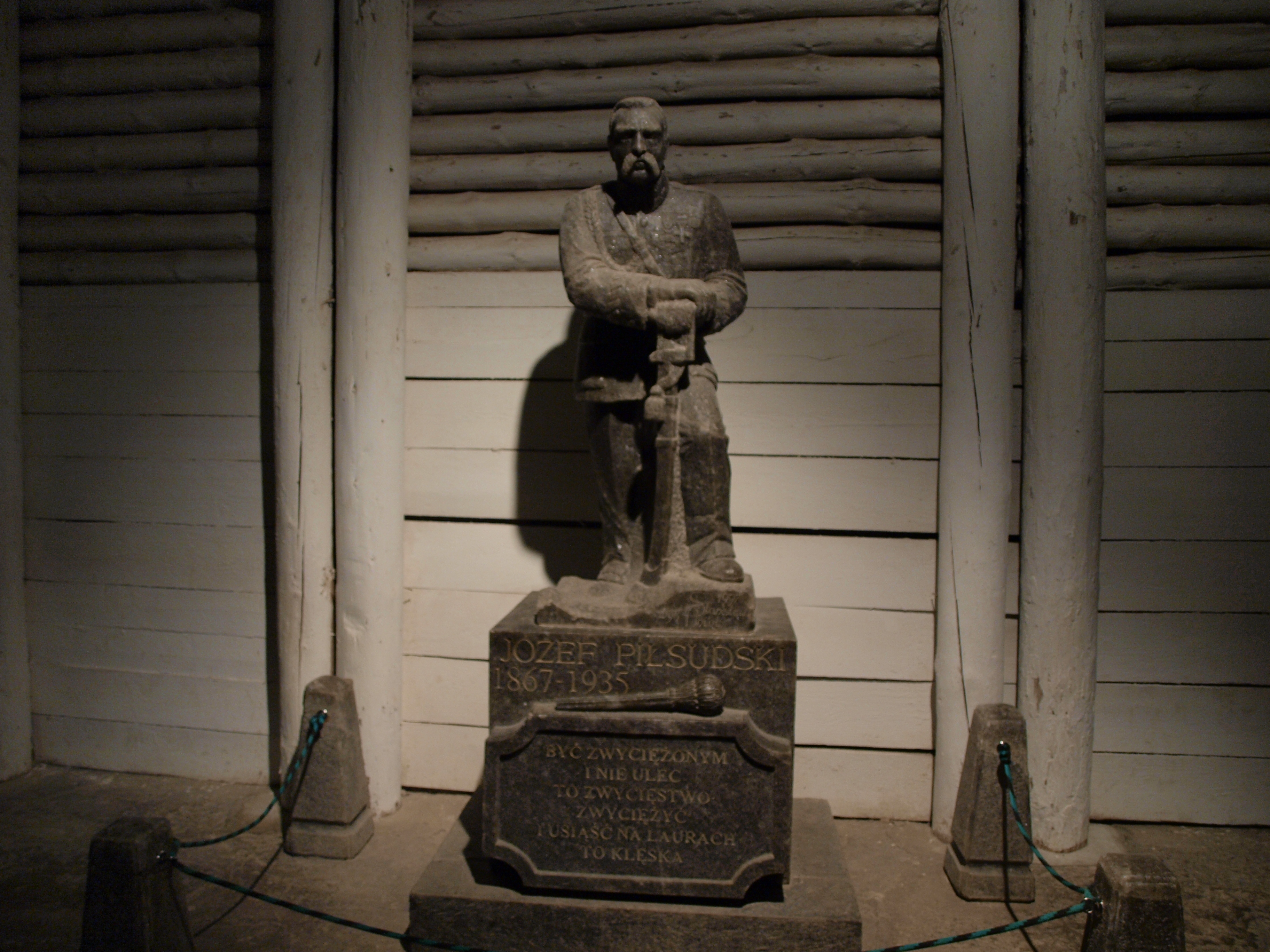
Una statua di Józef Piłsudski, realizzata interamente con salgemma, nella miniera di sale di Wieliczka

Piłsudski ha lasciato il suo nome a diverse unità militari, tra cui la Divisione di fanteria della prima legione e il treno corazzato n. 51 ("I Marszałek"—"il primo maresciallo"). In suo onore figurano anche il tumulo dei Piłsudski, uno dei quattro dedicati a personaggi storici polacchi celebri situato a Cracovia; l'istituto americano Józef Piłsudski, un centro di ricerca e museo situato a New York e dedicato alla storia della Polonia; una nave passeggeri, la MS Piłsudski; una cannoniera, l'ORP Komendant Piłsudski; un cavallo da corsa. Molte città polacche hanno una loro via dedicata a Piłsudski. Inoltre, esistono innumerevoli statue dedicate alla sua persona in molte città polacche; Varsavia, per esempio, ne vanta tre in poco più di un chilometro e mezzo tra il palazzo del Belweder, residenza di Piłsudski, e la piazza a lui dedicata. Nel 2020, la casa padronale di Piłsudski a Sulejówek ha aperto ufficialmente come museo nell'ambito delle celebrazioni del centesimo anniversario della battaglia di Varsavia.
Piłsudski è stato un personaggio in numerose opere di narrativa già durante la sua vita, come ad esempio nel caso del romanzo del 1922 intitolato Generał Barcz (Generale Barcz) di Juliusz Kaden-Bandrowski. I lavori successivi in cui è presente includono tra gli altri il romanzo Ghiaccio (Lód) del 2007 di Jacek Dukaj. La biblioteca nazionale polacca annovera oltre 500 pubblicazioni relative a Piłsudski, mentre la biblioteca del Congresso degli USA più di 300. La vita di Piłsudski è stata oggetto di un documentario televisivo polacco del 2001, Marszałek Piłsudski, diretto da Andrzej Trzos-Rastawiecki. Il politico ha costituito il soggetto di dipinti realizzati da Jacek Malczewski (1916) e Wojciech Kossak (con la sua spada, 1928; in sella al suo cavallo, Kasztanka, 1928), oltre che di numerose foto e caricature. Si dice che fosse entrato in stretto contatto con il secondo.

## Onorificenze
Nel corso della sua carriera, Piłsudski ha accumulato varie onorificenze.

### Onorificenze polacche
Personalmente è stato insignito dei titoli di: